# Der Abend (Gemälde)
Der Abend ist ein auf 1821 datiertes Gemälde von Caspar David Friedrich. Das Bild in Öl auf Leinwand im Format 22,3 cm × 31 cm befindet sich im Niedersächsischen Landesmuseum Hannover. Das Gemälde ist Teil des Bilderzyklus Tageszeiten, zu dem weiterhin Der Morgen, Der Mittag und Der Nachmittag gehören.

## Bildbeschreibung
Das Gemälde zeigt einen lichten Kiefernwald, der den gesamten Bildraum einnimmt. Der Waldboden in braun-grünen Tönen ist leicht gewellt. Den Vordergrund füllt eine Lichtung mit Kiefernbüschen aus. Auf dem Waldboden wachsen rot blühende Blumen. Die Anordnung der Baumstämme erscheint rhythmisch mit größeren Abständen zur Mitte hin. Dort schimmert die rot-gelbe Lichtschichtung des Sonnenuntergangs hindurch. Der Himmel über dem Horizont nimmt zwei Drittel der Bildfläche ein. Über den Wipfeln ziehen helle und dunkle Wolken hinweg. Im Bildzentrum stehen zwei mit altdeutscher Tracht bekleidete Staffagefiguren, in Richtung des Sonnenuntergangs blickend, auf einem Waldweg, der von links diagonal über den Mittelgrund führt.

## Botanik

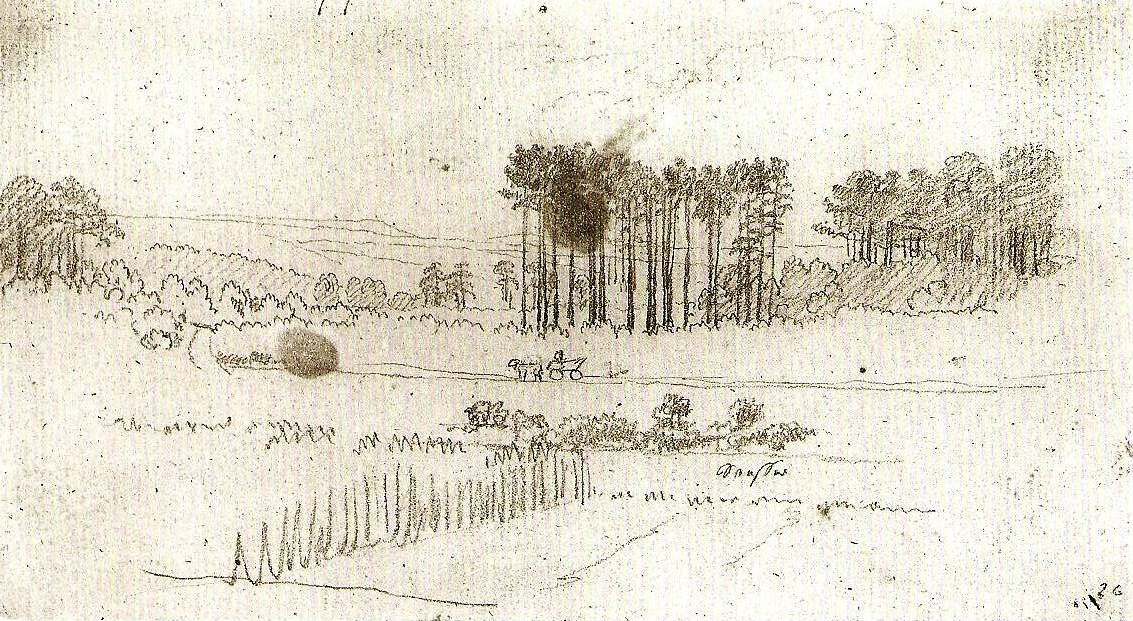
Caspar David Friedrich: Landschaft mit hohen Kiefern und Pferdewagen, um 1798

Im Gemälde Der Abend wie auch im Mittag und im Nachmittag dominiert Kiefernwald den Charakter der Landschaft. Für die Bildidee des Abends, mitten im Wald einen Sonnenuntergang beobachten zu können, sind Kiefern die einzige mögliche hiesige Baumart. Historisch gesehen kamen ausgedehnte natürliche Kiefernwälder vor allem im nordostdeutschen Flachland vor. Auch bei der stellenweisen Übernutzung der Wälder gehörte die Kiefer in Friedrichs Heimat immer zur typischen Waldlandschaft. Anfang des 19. Jahrhunderts wurde in Mecklenburg und Pommern mit der Aufforstung durch Kiefernbestände begonnen. Die im Mittag zu sehenden Waldinseln im Feld sind Holzreserven, die sich die Bauern anlegten. Zum Nachmittag existiert eine Bleistiftstudie Landschaft mit hohen Kiefern und Pferdewagen aus dem Jahr 1798, an der sich der Maler im Gemälde weitgehend orientierte.

## Bilddeutung
Der Abend wird im Kontext von Friedrichs Bilderzyklen zu Jahres- und Tageszeiten religiös, politisch, naturphilosophisch und als Konstruktionsbild interpretiert. Das Gemälde ist, wie auch Der Morgen, im Lieblingszustand des Malers, der Dämmerung, angesiedelt. Der Abschied vom Tag erfährt eine überwiegend religiöse oder naturmystische Sinnzuschreibung, die seit der Antike wenig Veränderung erfahren hat.

„Dämmerung steigt aus dem dunklen Grund auf. Mit dem Ende des Tages wächst der Schatten der Nacht, Schlaf, diese Vorexistenz des Todes, wird uns empfangen.“

Der Betrachter vertraut sich diesem Naturbild an. Helmut Börsch-Supan sieht den Wald, christlich konnotiert, als Todessymbol und in seiner Durchlässigkeit für das Licht die Jenseitsverheißung.
Bei Friedrich sind diese Gedankengänge nachvollziehbar, wie Zeilen aus seinem Gedicht Der Abend nahelegen:

„[…] Dunkelheit decket die Erde,
Ungewiß ist aller Wissen doch nur,
Es leuchtet im Abend der Himmel,
Klarheit strahlt von oben,
Sinnet und grübelt, wie ihr auch wollt,
Geheimnis bleibet euch ewig der Tod, […]“

Die politische Deutung des Bildes stützt sich auf die altdeutsche Tracht der Staffagefiguren im zeitgenössischen Kontext der Demagogenverfolgung nach den Karlsbader Beschlüssen von 1819. In der kunsthistorischen Forschung wird Der Abend in der Sinnzuschreibung jedoch nicht in die Nähe solcher Gemälde wie Zwei Männer in Betrachtung des Mondes oder Gartenlaube gerückt, werden die beiden Wanderer auf dem Waldweg in ihrer Staffagefunktion betrachtet. Die Menschen treten wie die „entindividualisierten“ Bäume in vollkommene Anonymität zurück. Alle Spuren tätigen Lebens sind aus dem Bild verschwunden, die Wanderer der Tagesarbeit nicht zugehörig. Unbestritten scheint, dass sich der tiefere Sinn des Abends nur im Zusammenhang mit den anderen Bildern des Zyklus erschließen lässt.

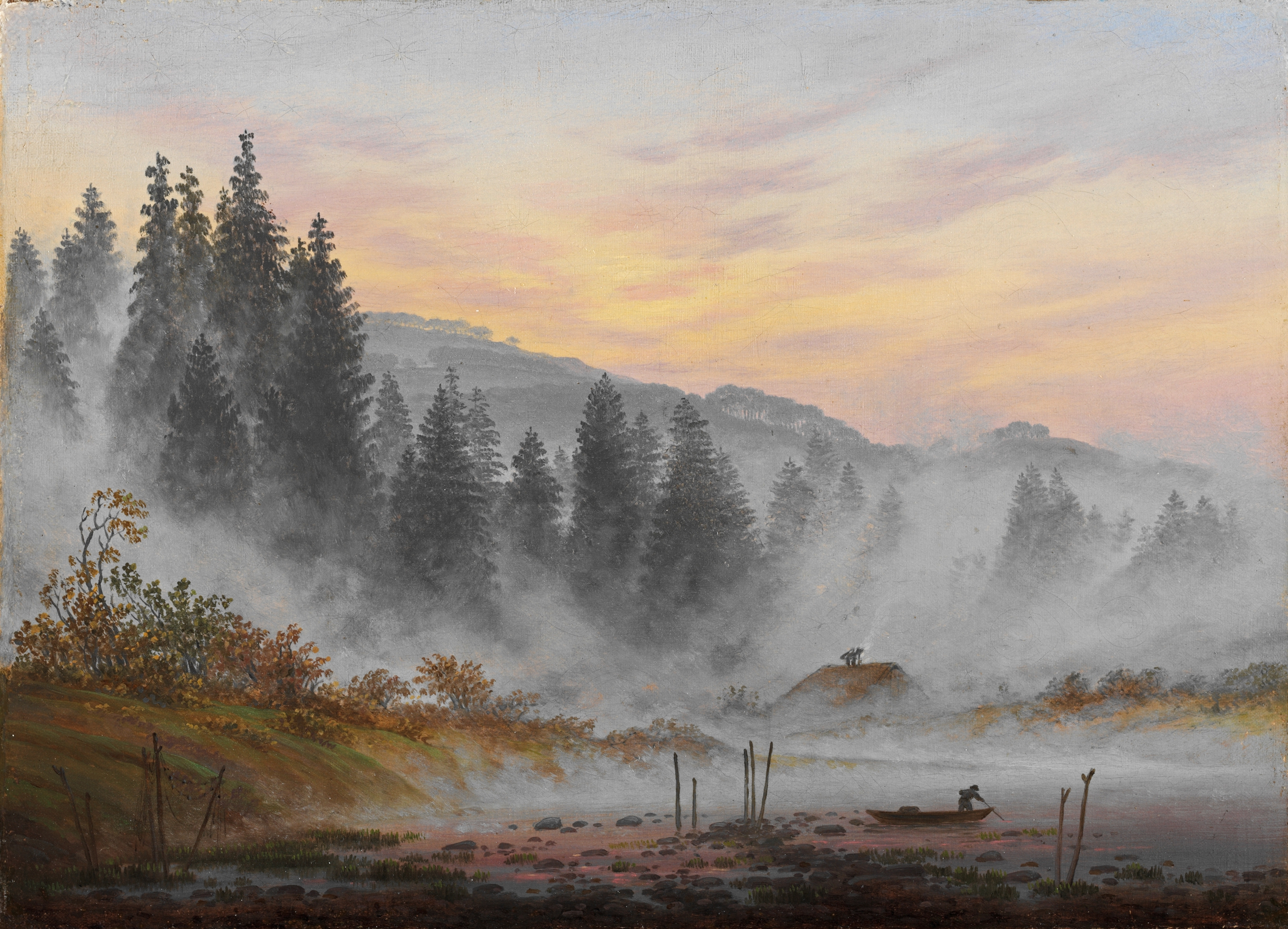
Caspar David Friedrich: Der Morgen, 1821/22
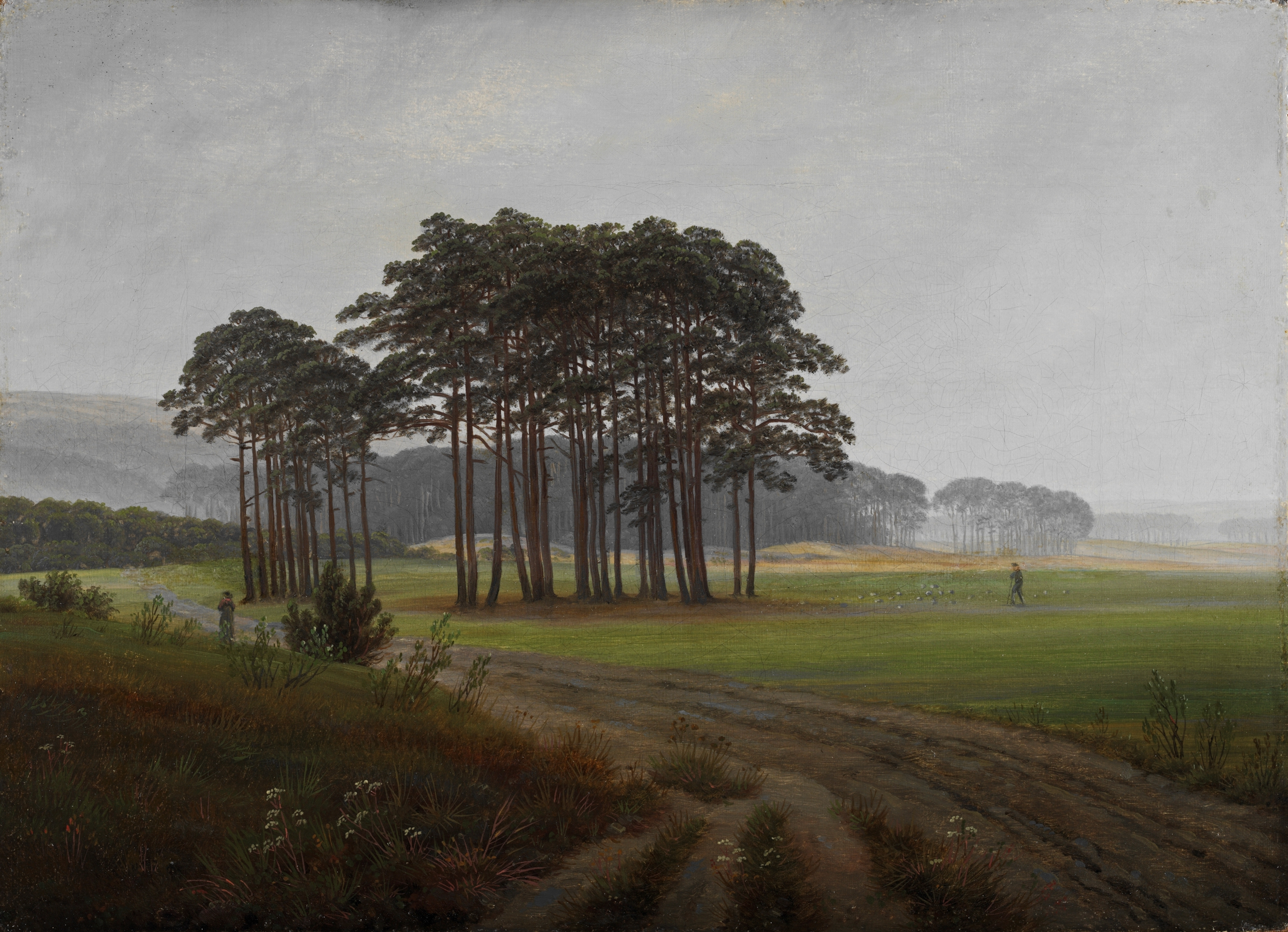
Caspar David Friedrich: Der Mittag, 1821/22
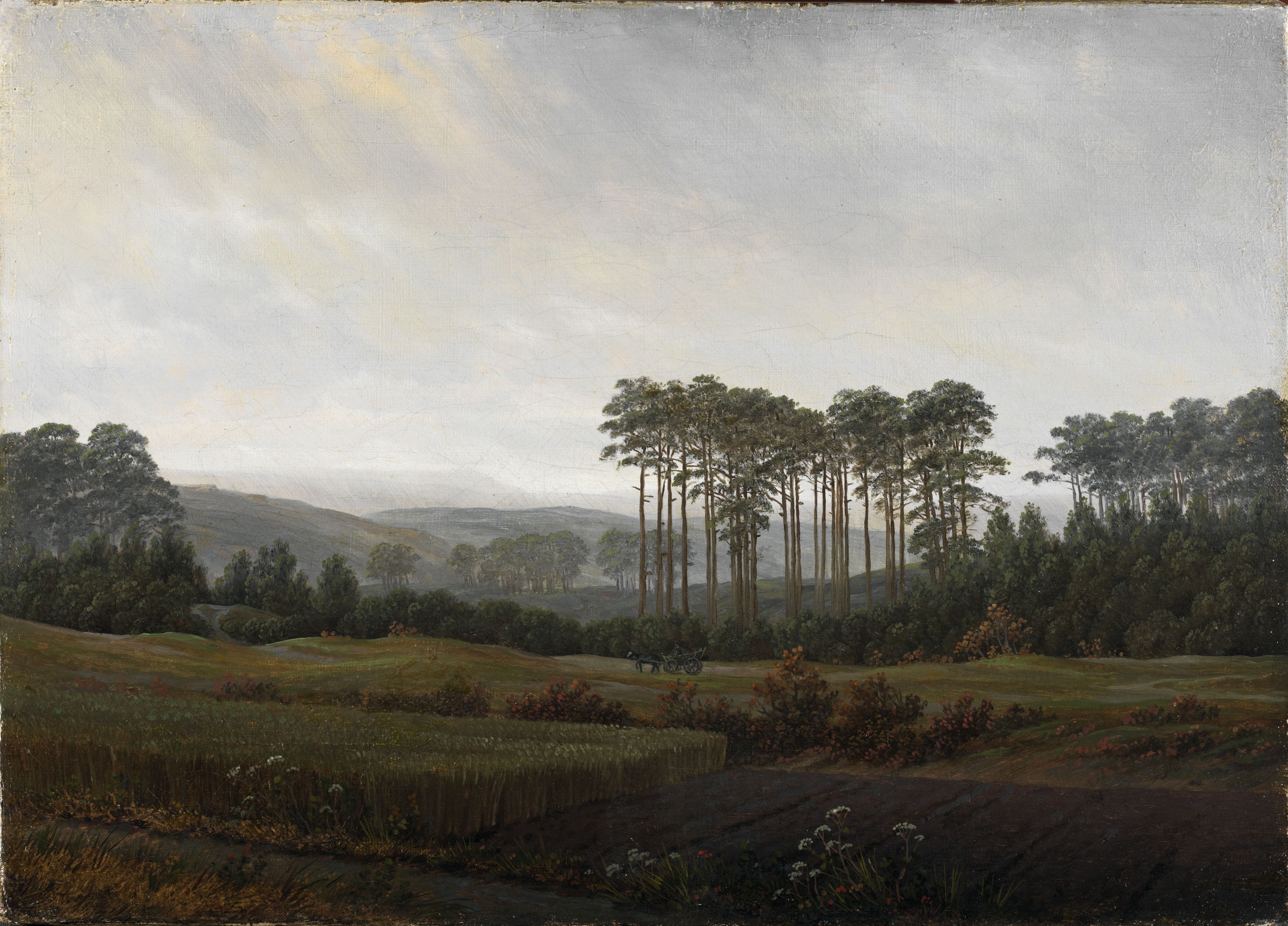
Caspar David Friedrich: Der Nachmittag, 1821/22
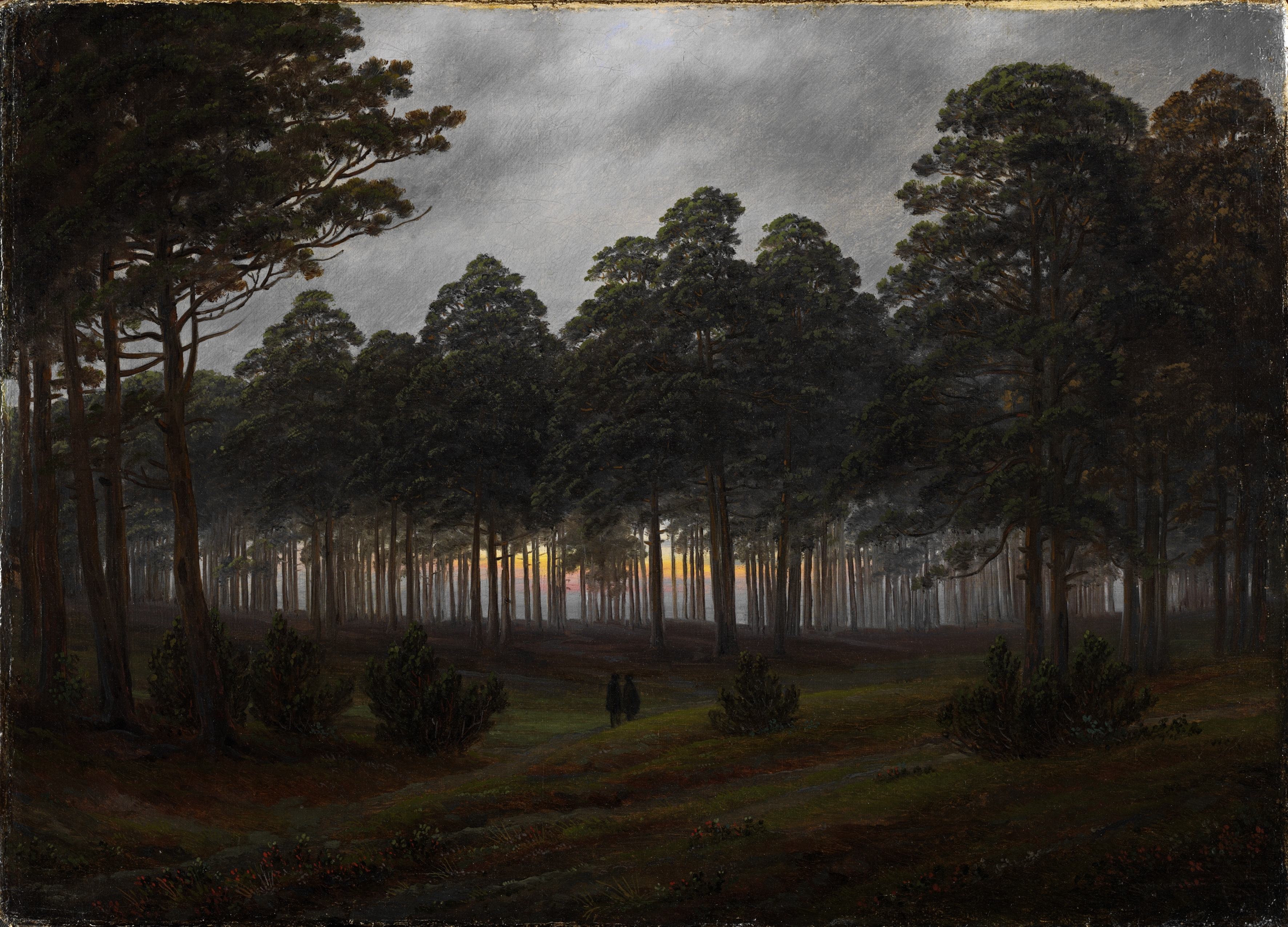
Caspar David Friedrich: Der Abend, 1821/22

### Zeit und Zyklus
Die Entstehung des Tageszeitenzyklus ist nicht endgültig geklärt. Vermutlich wurden Der Morgen und Der Abend als Bildpaar geschaffen, Der Mittag und Der Nachmittag jedoch erst später hinzugefügt. Für Wieland Schmied tritt das Allegorische in allen vier Bildern hinter der Konzentration auf die Landschaft und ihre allmähliche Veränderung zurück. Während dem Morgen die Anmutung eines Schöpfungsmorgens, dem Mittag die Klarheit des Tages, dem Nachmittag der Umschlag zu schlechtem Wetter zugeschrieben wird, gehört dem Abend die Kontemplation. Werner Hofmann sieht in dieser Art Bilder auch das Ikonische verschwinden und fordert, in die Betrachtung alle Zyklen im Werk des Malers einzuschließen. Die Tageszeiten, Jahreszeiten und die Lebensalter verwandelten sich in ein Kontinuum lauter Übergänge. Der Lebensweg des Menschen und der organische Kreislauf der Natur überlagerten sich. Morgendämmerung und hereinbrechender Abend, Aufstieg und Niedergang, Werden und Vergehen, Geburt und Tod sind Begriffspaare, die ein übergreifendes Thema in Friedrichs Kunst beschreiben. In den Tageszeiten sind auch die Jahreszeiten wiederzufinden. Die Bilder tendieren farblich zum Herbst, im Nachmittag ist das Kornfeld reif zur Ernte.

### Konstruktionsbild

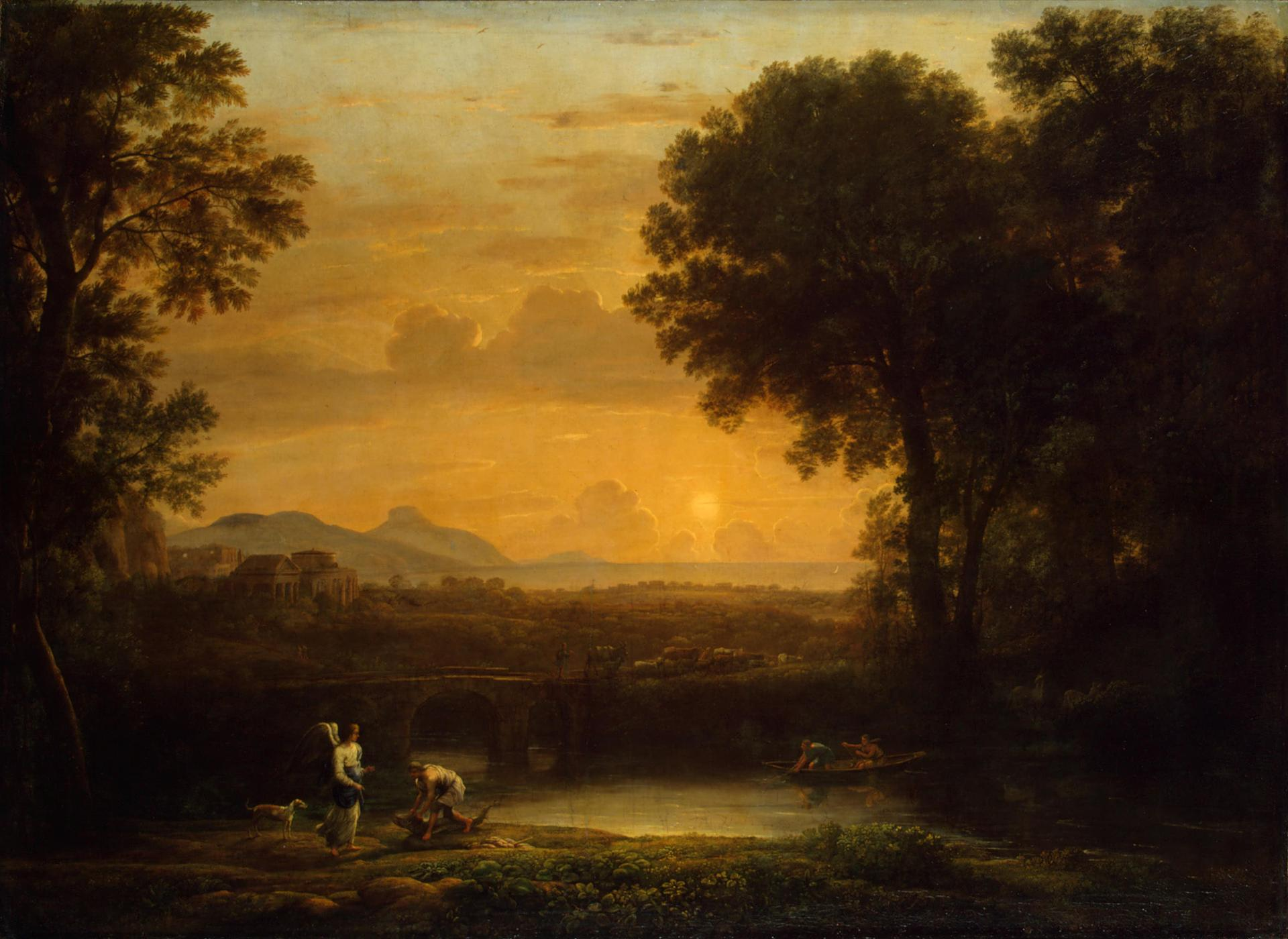
Claude Lorrain: Abend, 1666

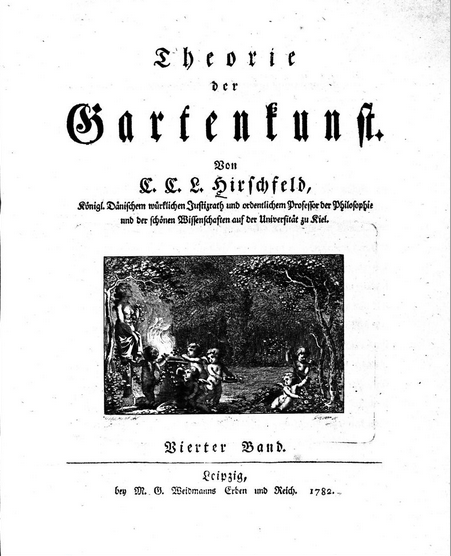
Hirschfelds Theorie der Gartenkunst

Willi Geismeier hat 1966 die Zuordenbarkeit von Friedrichs Tageszeitenzyklus zu Texten in Christian Cay Lorenz Hirschfelds Theorie der Gartenkunst erkannt Hirschfeld charakterisiert in seiner Abhandlung Gärten oder Landschaftsszenen nach den Tageszeiten. Für das Bild Der Abend ist in dieser Erörterung ein Referenztext zu finden. Dabei handelt es sich um ein Zitat aus dem 1777 veröffentlichten Buch De la composition des paysages des Marquis René Louis de Girardin, der über Eindrücke als Spaziergänger in seinem Park von Ermenonville berichtet.

„Wenn die Kühle des Abends, bemerkt ein feiner Beobachter, jene liebliche und anmuthige Farbe verbreitet, welche die Stunden der Ruhe und des Vergnügens ankündigt, dann herrscht in der ganzen Natur eine erhabene Harmonie der Farben. In solchen Augenblicken hat Claude Lorrain die rührenden Kolorite seiner ruhigen Gemälde gewählt, wo die Seele mit den Augen zugleich gefesselt wird; um diese Zeit weiden sich unsere Augen gern an einer großen Landschaft […]
Die Massen von Bäumen, wo das Licht durchschimmert, unter welchen das Auge einen angenehmen Spazierweg erblickt; große Flächen von Wiesen, deren Grün von durchsichtigen Schatten des Abends verschönert wird [...] leichte Gründe von lieblicher Gestalt und dunstiger Farbe [...]. Es scheint in diesen Augenblicken, als wenn die Sonne, bereit den Horizont zu verlassen, vor ihrem Abschiede erst gern die Erde mit dem Himmel vermähle [...].“

Die vom Maler als Staffage eingesetzten Rückenfiguren haben hier offenbar die Funktion des schauenden Spaziergängers. Der Girardin-Text bezieht sich auf das 1666 entstandene Gemälde "Abend" aus dem Tageszeiten-Zyklus von Claude Lorrain.

### Anregung
Die Anregung für Friedrich, sich überhaupt mit Zeitzyklen zu beschäftigen, könnte von Philipp Otto Runge gekommen sein. Runges Zeiten-Zeichnungen sind in der ersten Hälfte des Jahres 1803 in Dresden entstanden. In diesem Jahr fertigte Friedrich die Sepia Frühling – Morgen – Kindheit seines ersten Zeiten-Zyklus. Eine Parallele zu Runges Arbeiten ergibt sich durch die in den Bildern präsenten puttenhaften Kinder. Wobei Runge nach eigenem Bekunden bei der Entwicklung seiner allegorischen Landschaftstheorie unter dem Einfluss von Ludwig Tieck stand. Beide Maler bewegten sich mit dem Zeiten-Thema offenbar im Gedankenfeld der Frühromantik.

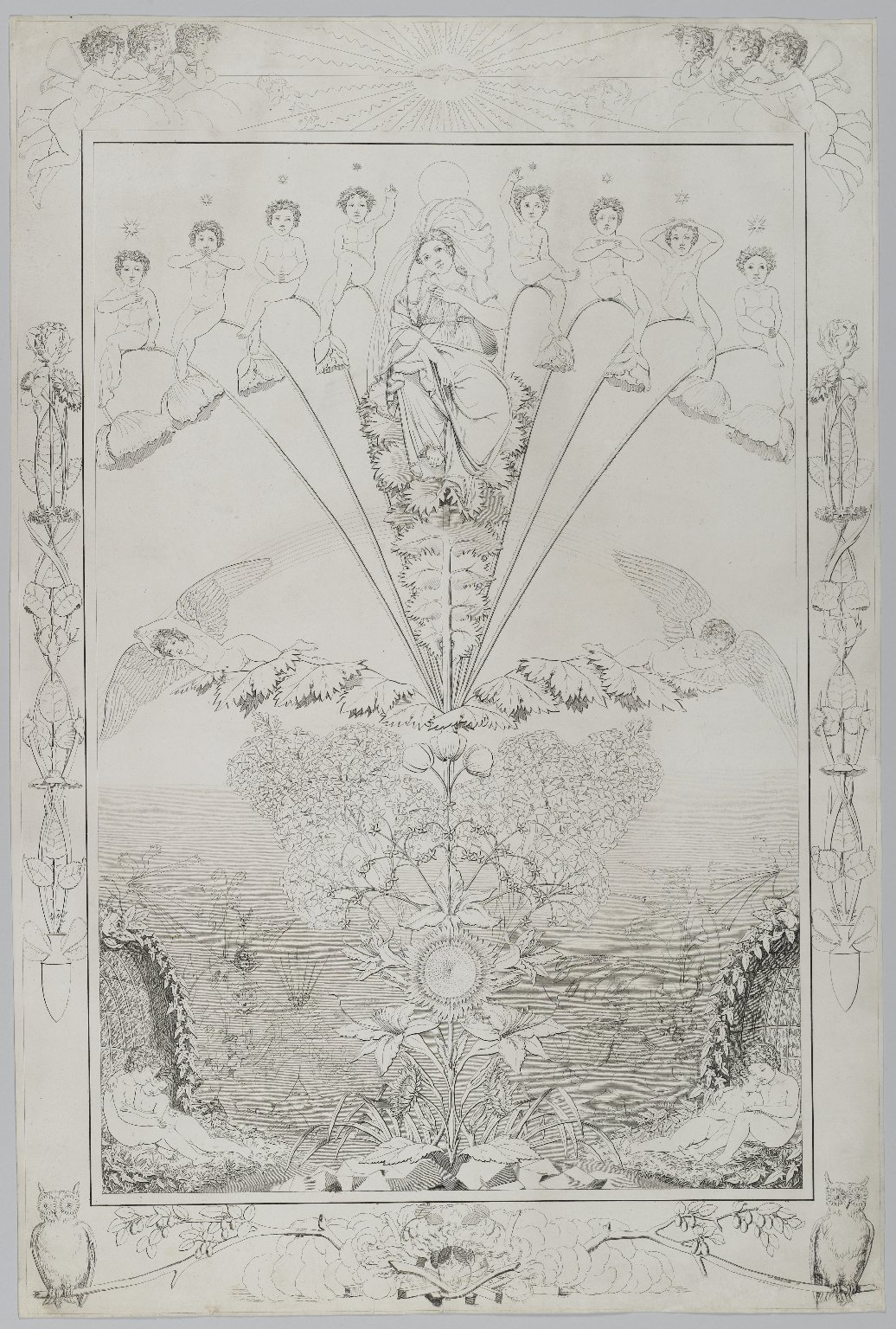
Philipp Otto Runge: Die Nacht, 1803
Philipp Otto Runge: Der Morgen, 1808
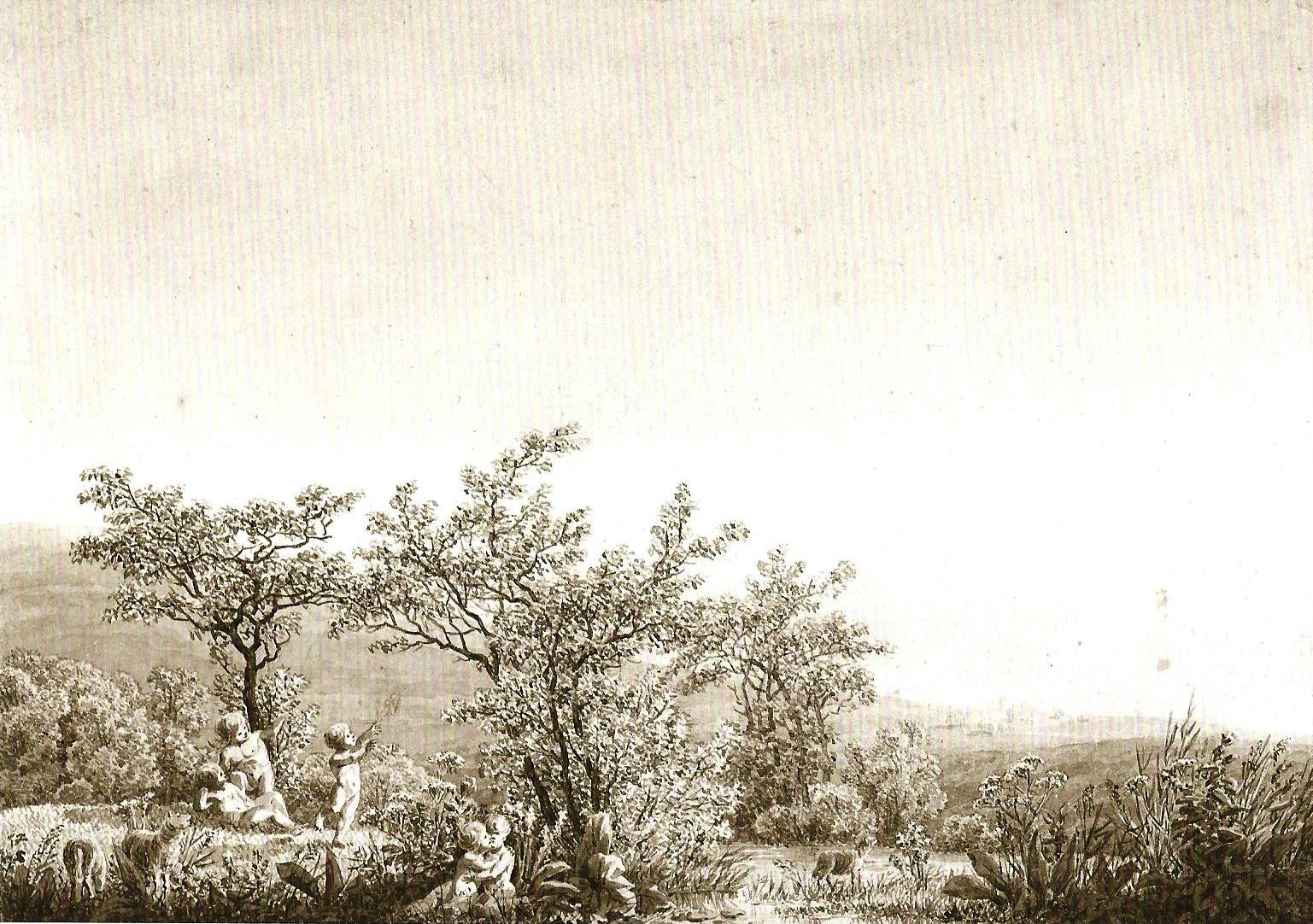
Caspar David Friedrich: Frühling – Morgen – Kindheit, um 1803

## Provenienz
Vermutlich wurde das Gemälde Der Abend zusammen mit dem Morgen im Juli 1821 durch Wilhelm Körte vom Maler erworben. Besitzer war 1906 der Berliner Arzt Friedrich Körte. Das Niedersächsische Landesmuseum hat das Bild 1916 aus dem Kunsthandel angekauft. Eine Kopie des Gemäldes auf einem Bildträger aus Holz (bei Friedrich sonst nicht bekannt) wird im Museum Georg Schäfer in Schweinfurt als eigenhändige Arbeit Friedrichs geführt. Das Bild wurde 1955 bei einer Auktion von G. Rosen als Werk eines Friedrich-Nachfolgers versteigert.

## Einordnung in das Gesamtwerk
Friedrich hat mit seinem Tageszeiten-, Jahreszeiten und Lebensalterzyklus bereits 1803 begonnen und die Thematik in stilistischer und motivischer Wandlung immer wieder aufgegriffen. Auf 1816 ist ein Tageszeitenzyklus mit Seemotiven datiert. Der vermutlich ortlose Tageszeitenzyklus von 1821/22 ist der in sich geschlossenste Zeiten-Zyklus und konsequent auf die pure Wirkung der Natur und an damit erzeugten Stimmungen orientiert. Er markiert auch eine stärkere Auseinandersetzung mit den formalen Gestaltungsmöglichkeiten des Zeiten-Themas und den Veränderungen in der Natur. Der danach folgende Hamburger Jahreszeiten- und Lebensalterzyklus mit Sepien aus der Zeit zwischen 1826 und 1834 gilt als eine schwache Reminiszenz an die 1803 begonnene Serie.

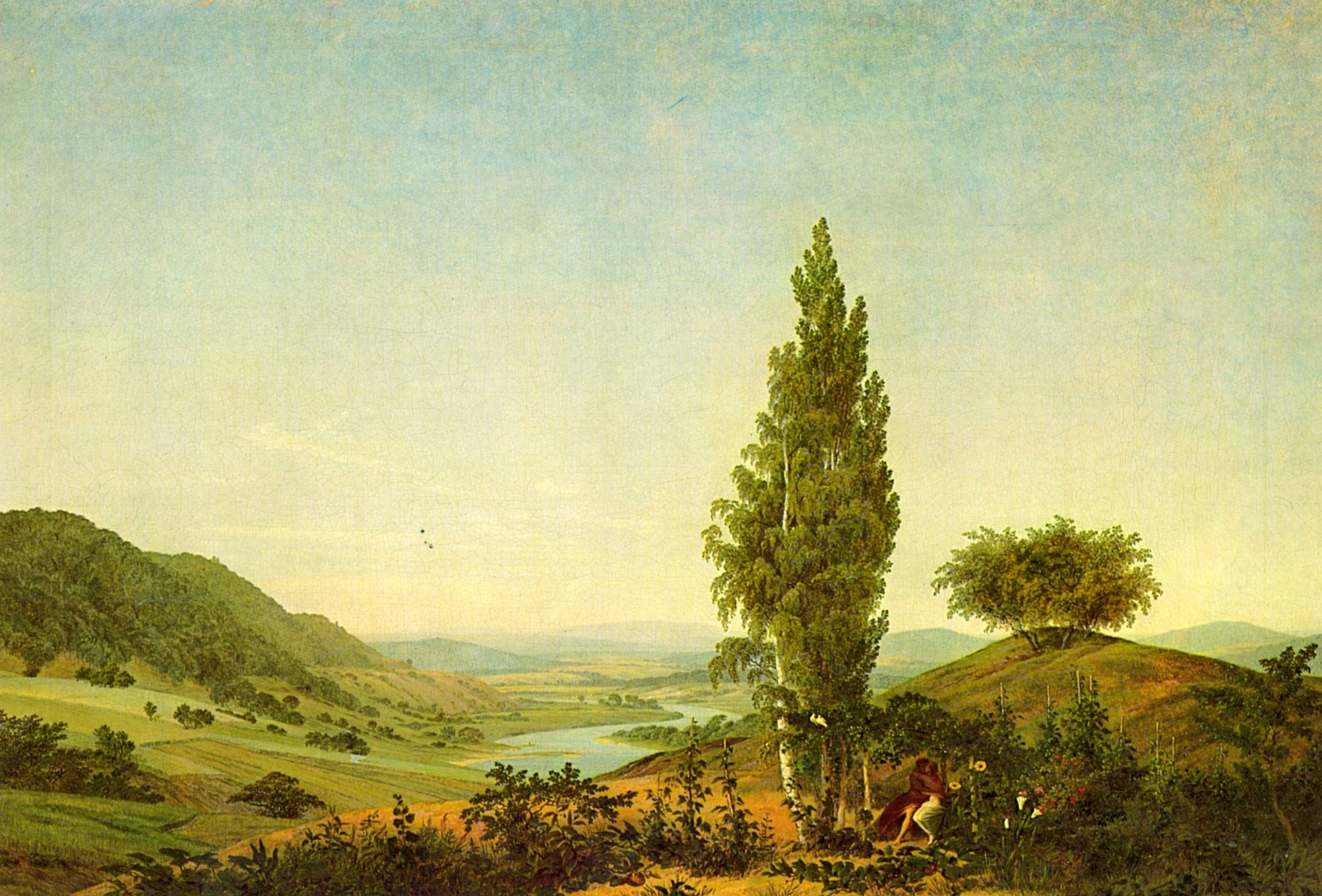
Caspar David Friedrich: Der Sommer, 1807
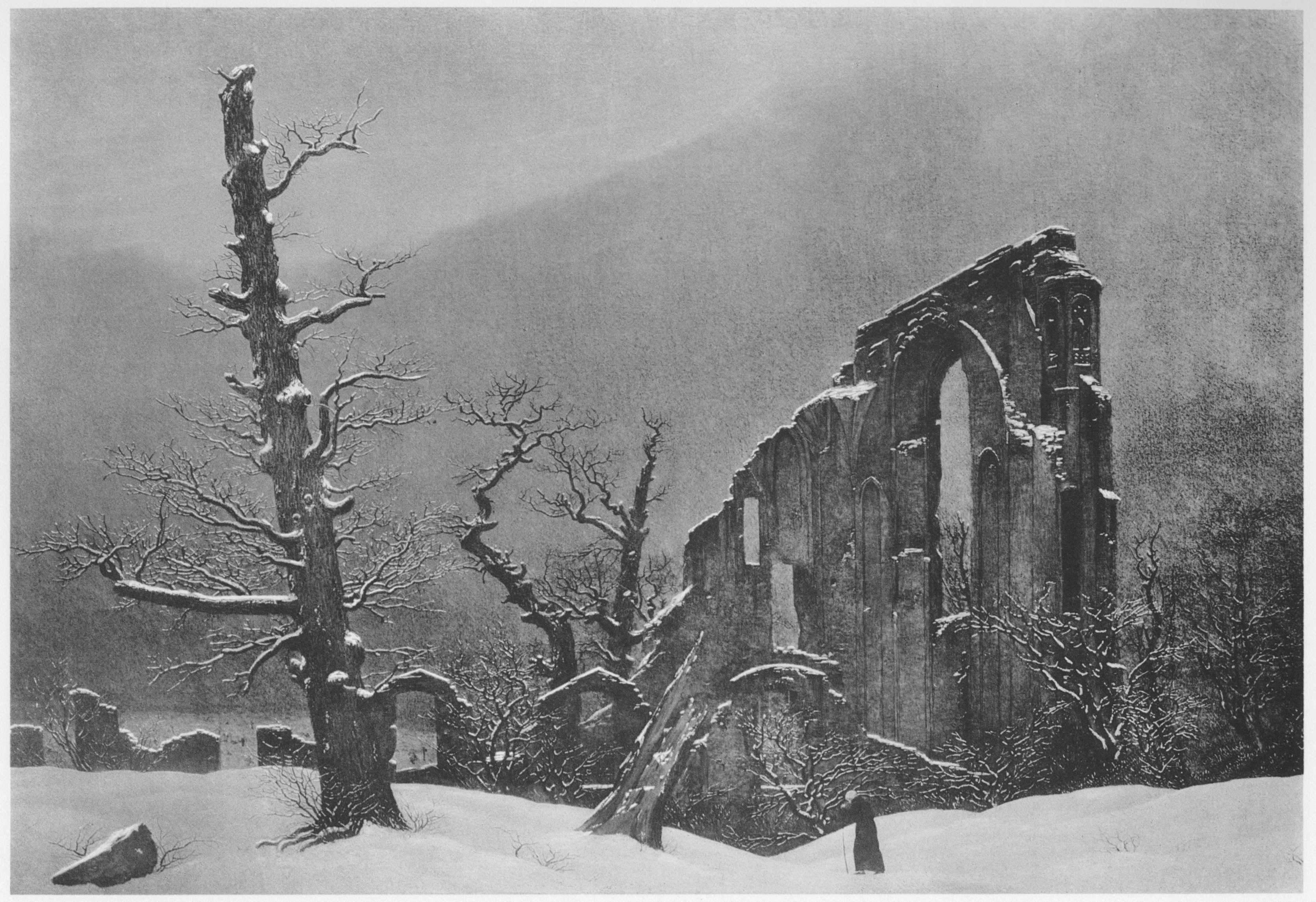
Caspar David Friedrich: Der Winter, 1808
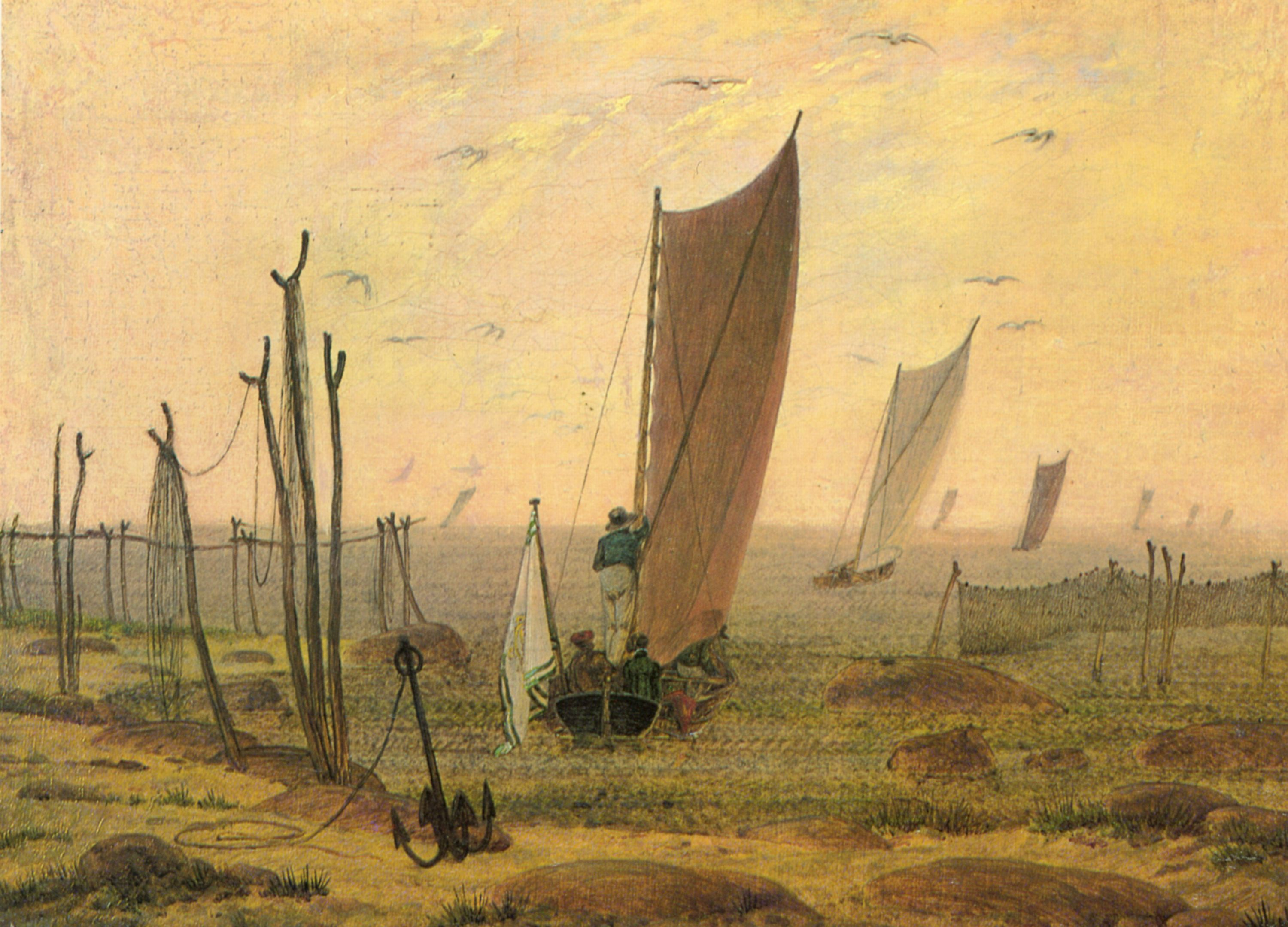
Caspar David Friedrich: Morgen (Ausfahrt der Boote), 1816/18
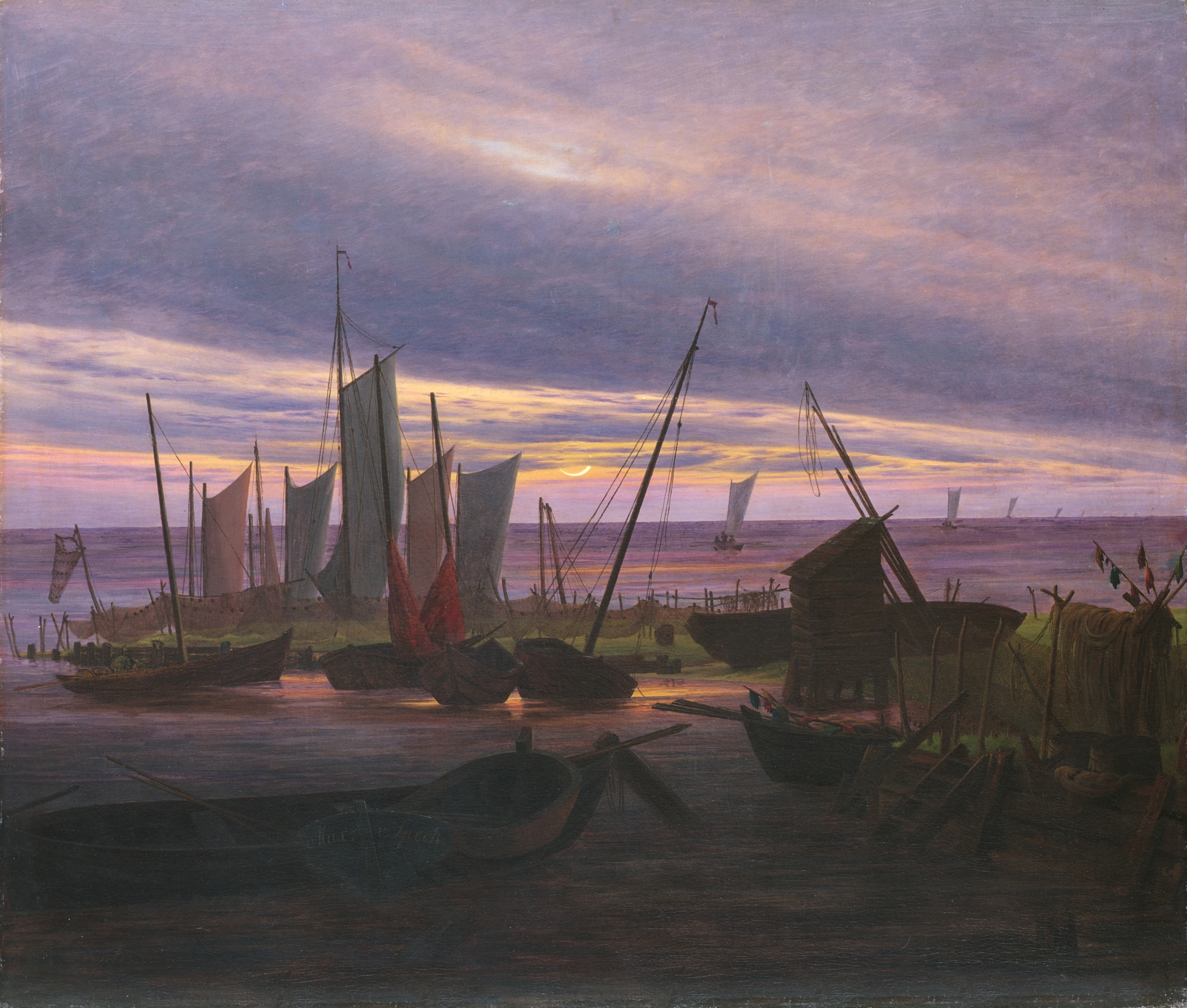
Caspar David Friedrich: Schiffe im Hafen am Abend, 1816/18
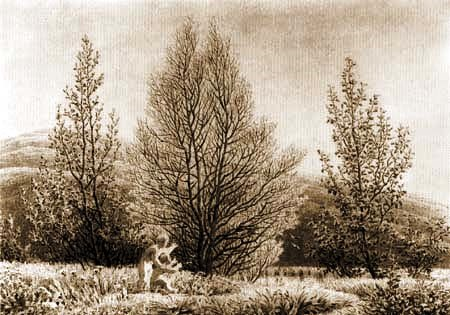
Caspar David Friedrich: Frühling, 1826
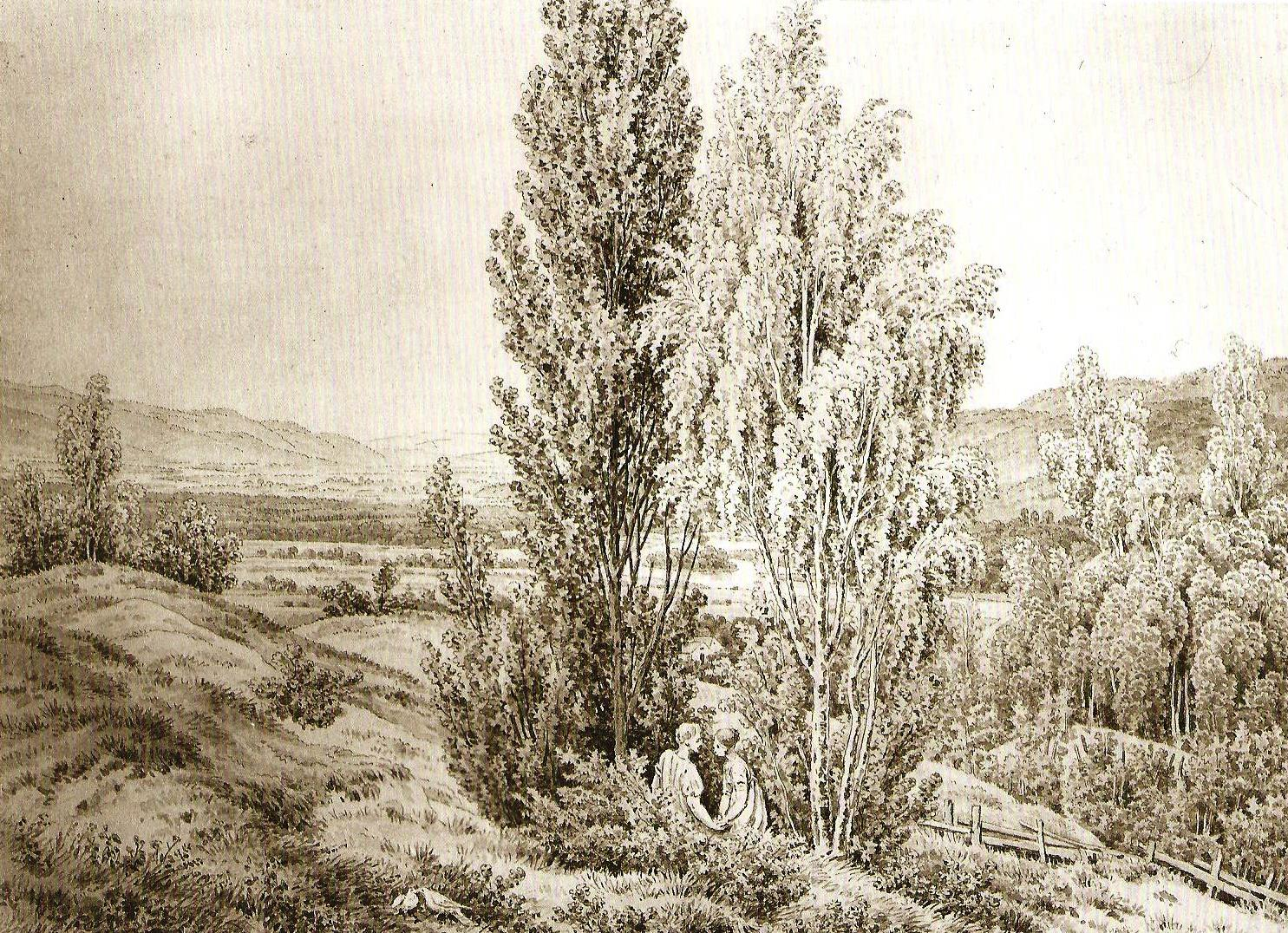
Caspar David Friedrich: Sommer, um 1826
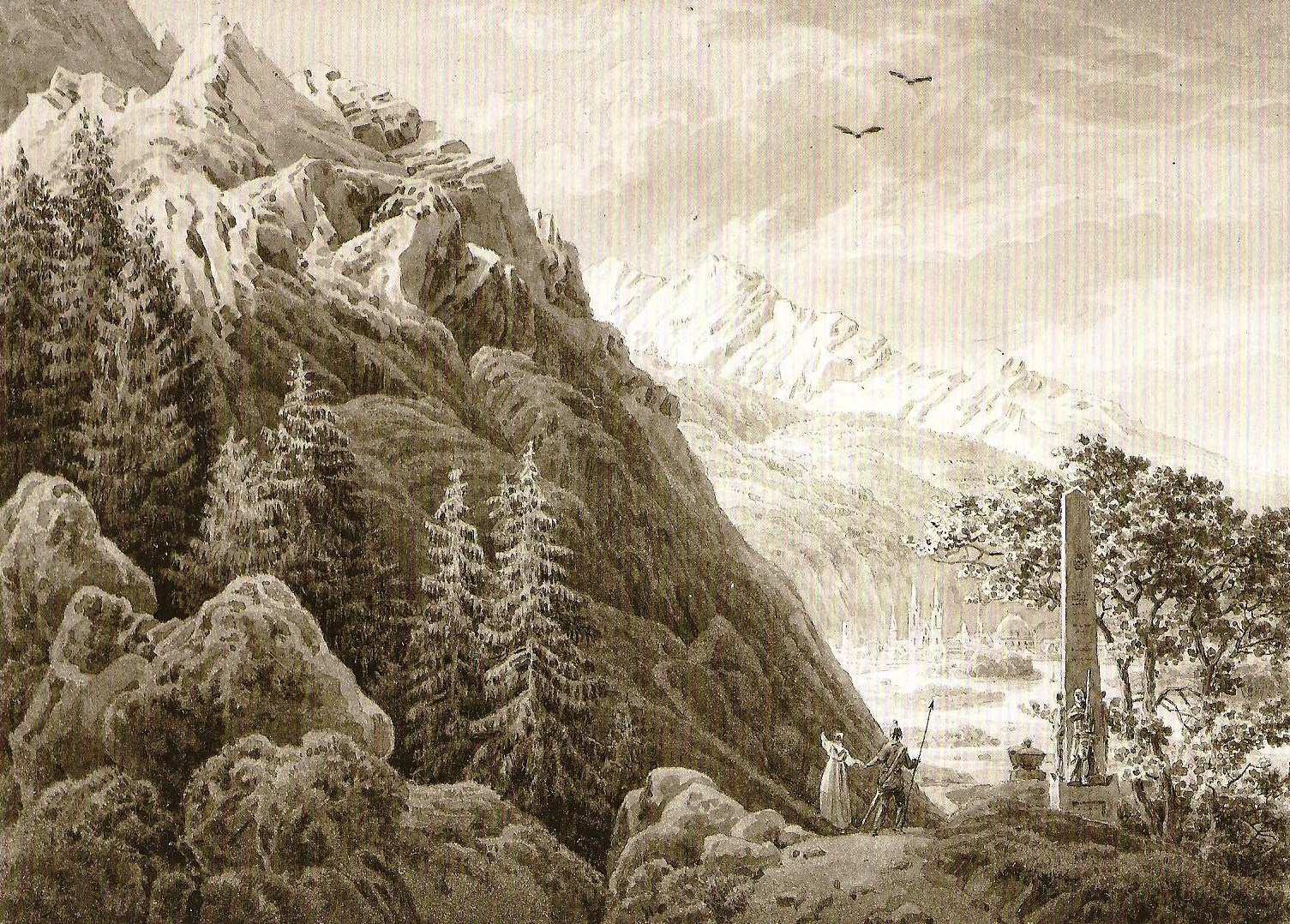
Caspar David Friedrich: Herbst, um 1826
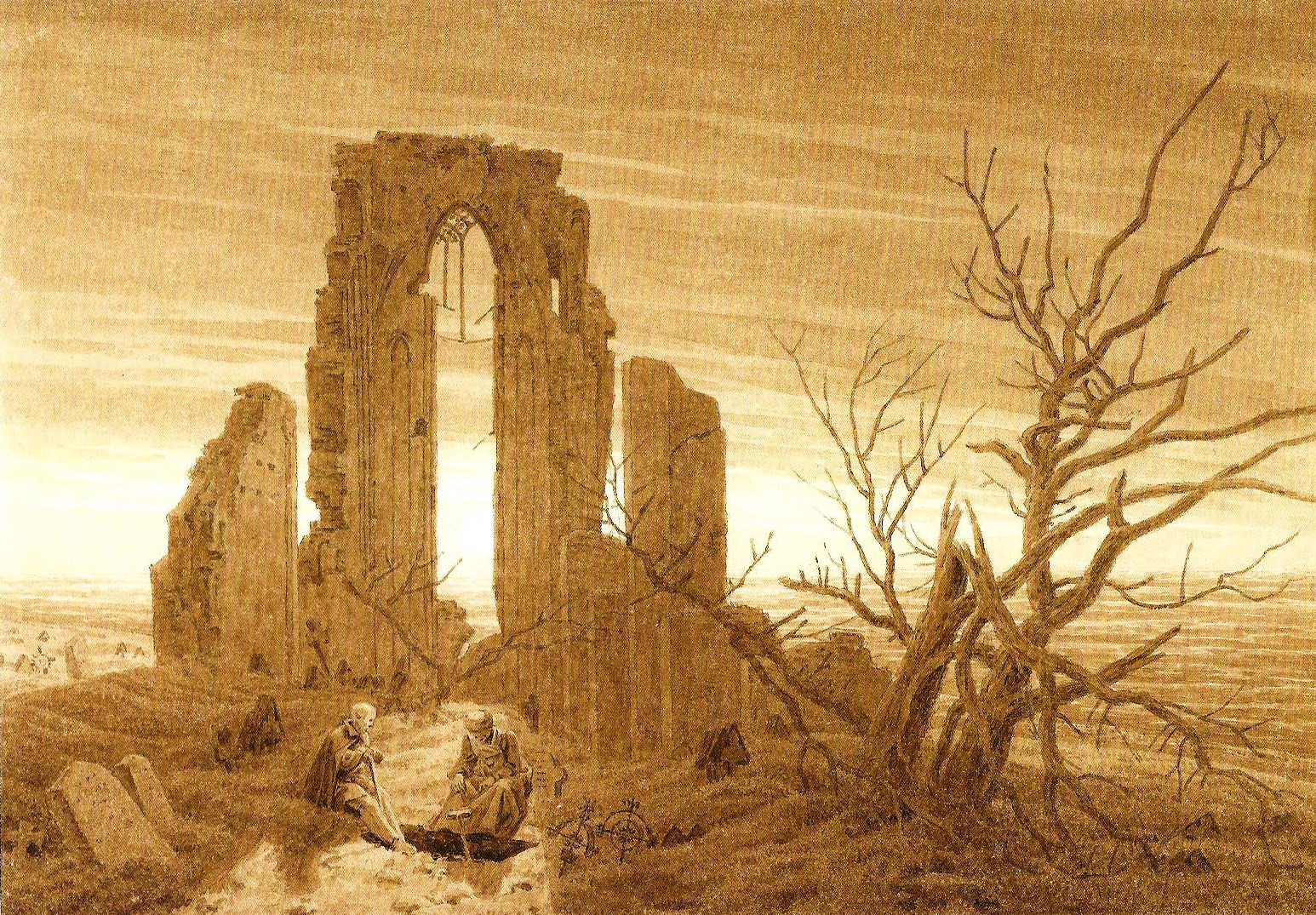
Caspar David Friedrich: Winter, um 1826

### Das Abendmotiv
Das Abendmotiv ist unabhängig von der Verortung in einem der Zeitzyklen im Werk des Malers durchgängig vorhanden. Der Abend scheint dem Maler jene Zeit des Tages, in der er das Göttliche in der Natur am ehesten zu erkennen vermag. Der Sonnenuntergang und die Dämmerung, das Aufsteigen des Mondes und des Abendsternes offenbart ihm ein immerwährendes Geheimnis. Er vermag in seinen Bildern den Eindruck zu vermitteln, als wäre dieser Vorgang in der Natur etwas noch nie Gesehenes. Der Betrachter erfühlt die eindringliche Botschaft, dass unser Dasein ein Leben hin zum Tode ist, der Abend eine Pforte dorthin. Diese Allegorie wird immer aufs Neue und in überraschender Weise erzählt in Bildern wie die Gebirgslandschaft mit Regenbogen (1810), der Tetschener Altar (1808), Die Lebensstufen (1835), Der Mönch am Meer (1810), Neubrandenburg (1817) oder das Gedächtnisbild für Johann Emanuel Bremer (1817).

„Die Dämmerung war sein Element, früh im ersten Morgenlicht ein einsamer Spaziergang und ebenso ein zweiter abends bei oder nach Sonnenuntergang, wobei er indes die Begleitung eines Freundes gern sah: das waren seine einzigen Zerstreuungen;“

„Die Abende gehe ich über Feld und Flur, den blauen Himmel über mir, um und neben mir grüne Saat, grüne Bäume, und bin nicht allein; denn der, so Himmel und Erde schuf, ist um mich.“

Caspar David Friedrich: Gebirgslandschaft mit Regenbogen, 1810
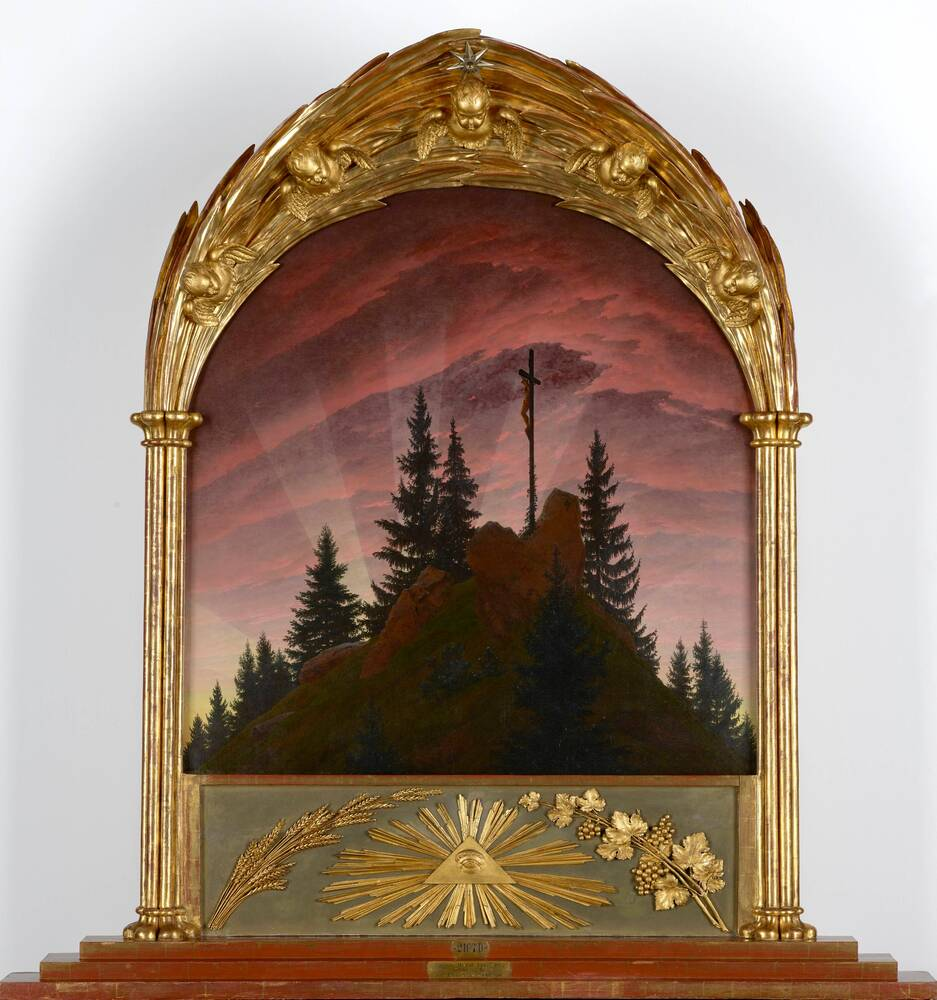
Caspar David Friedrich: Tetschener Altar, 1808
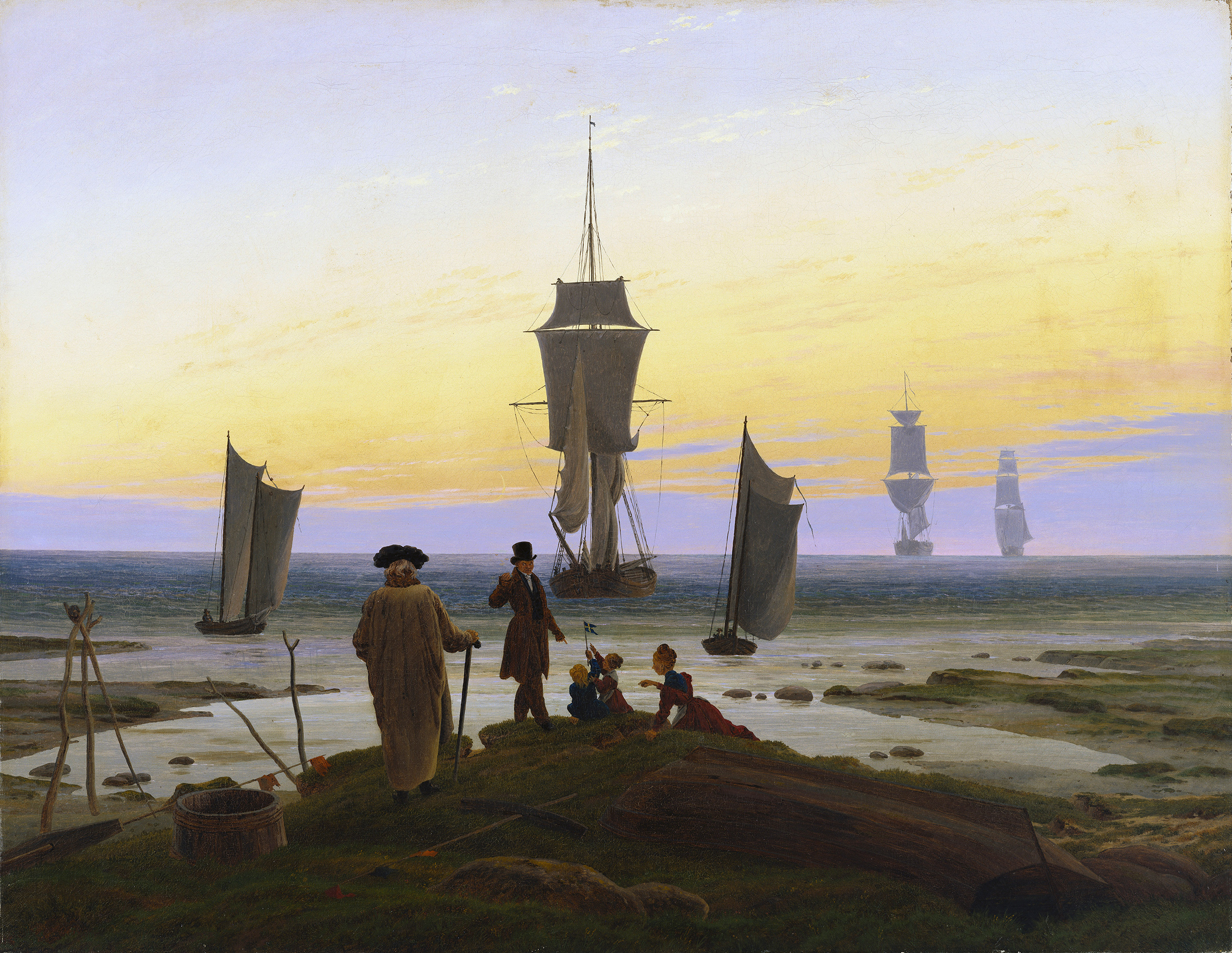
Caspar David Friedrich: Die Lebensstufen, um 1835
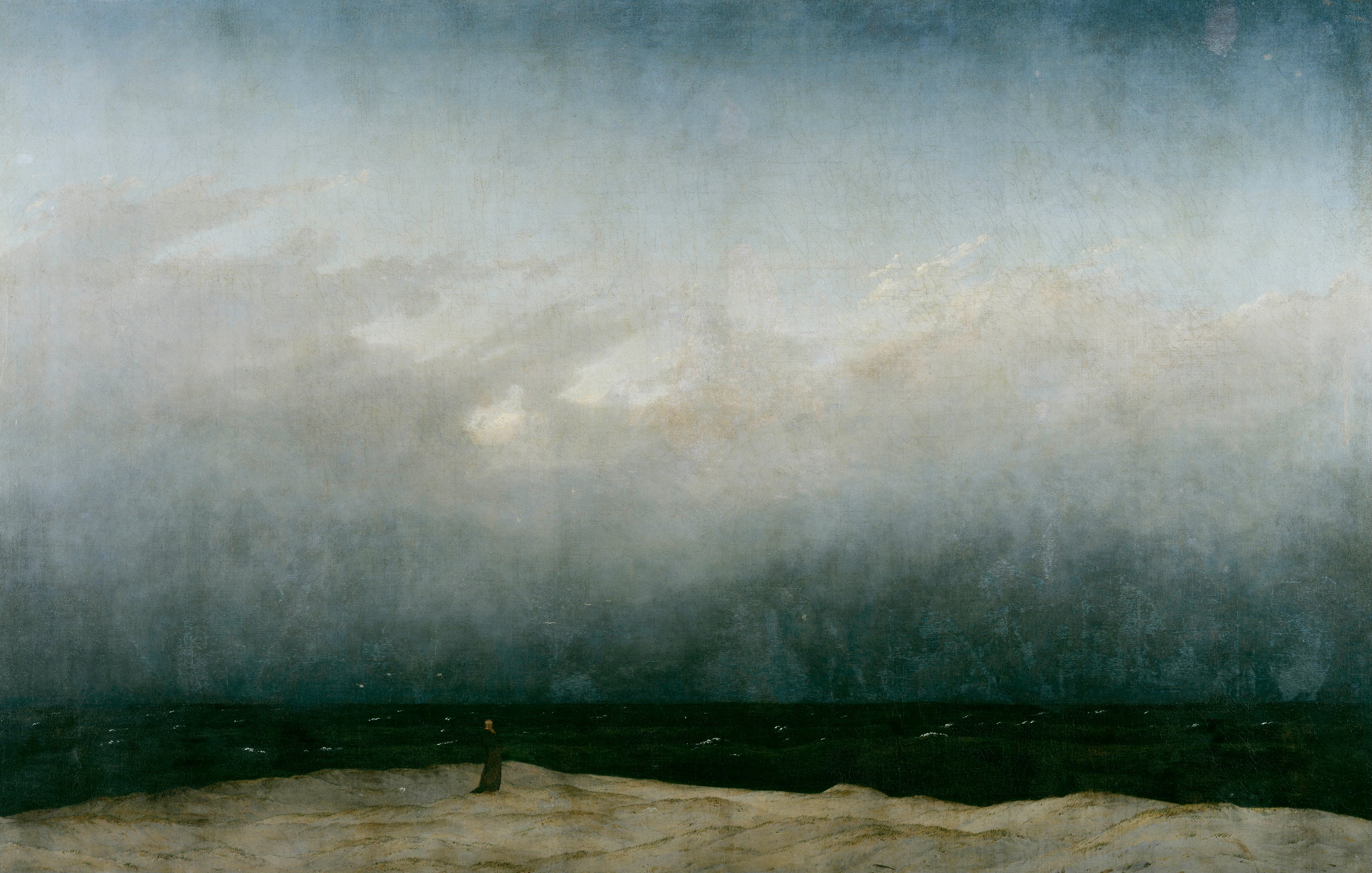
Caspar David Friedrich: Der Mönch am Meer, 1810
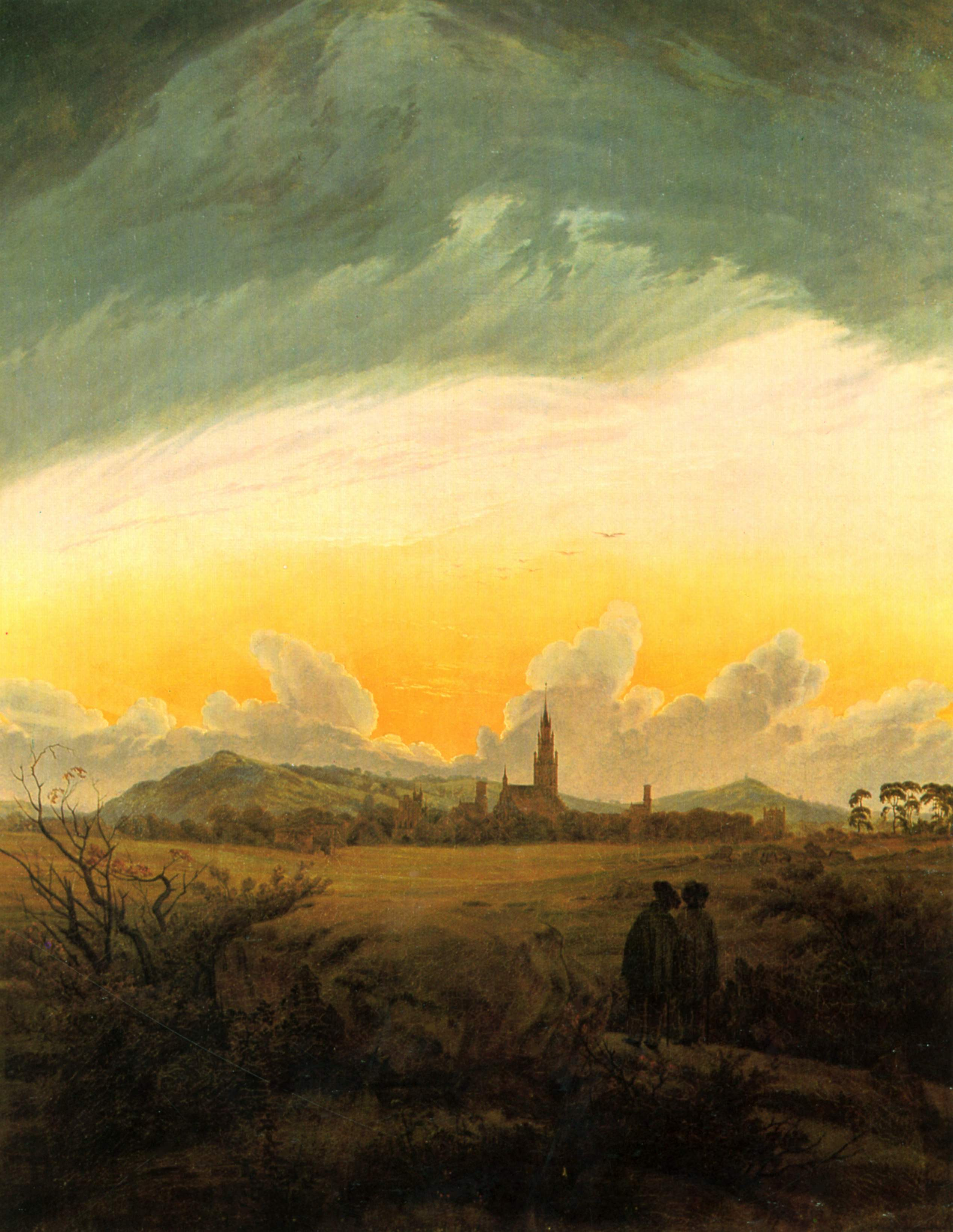
Caspar David Friedrich: Neubrandenburg, 1817
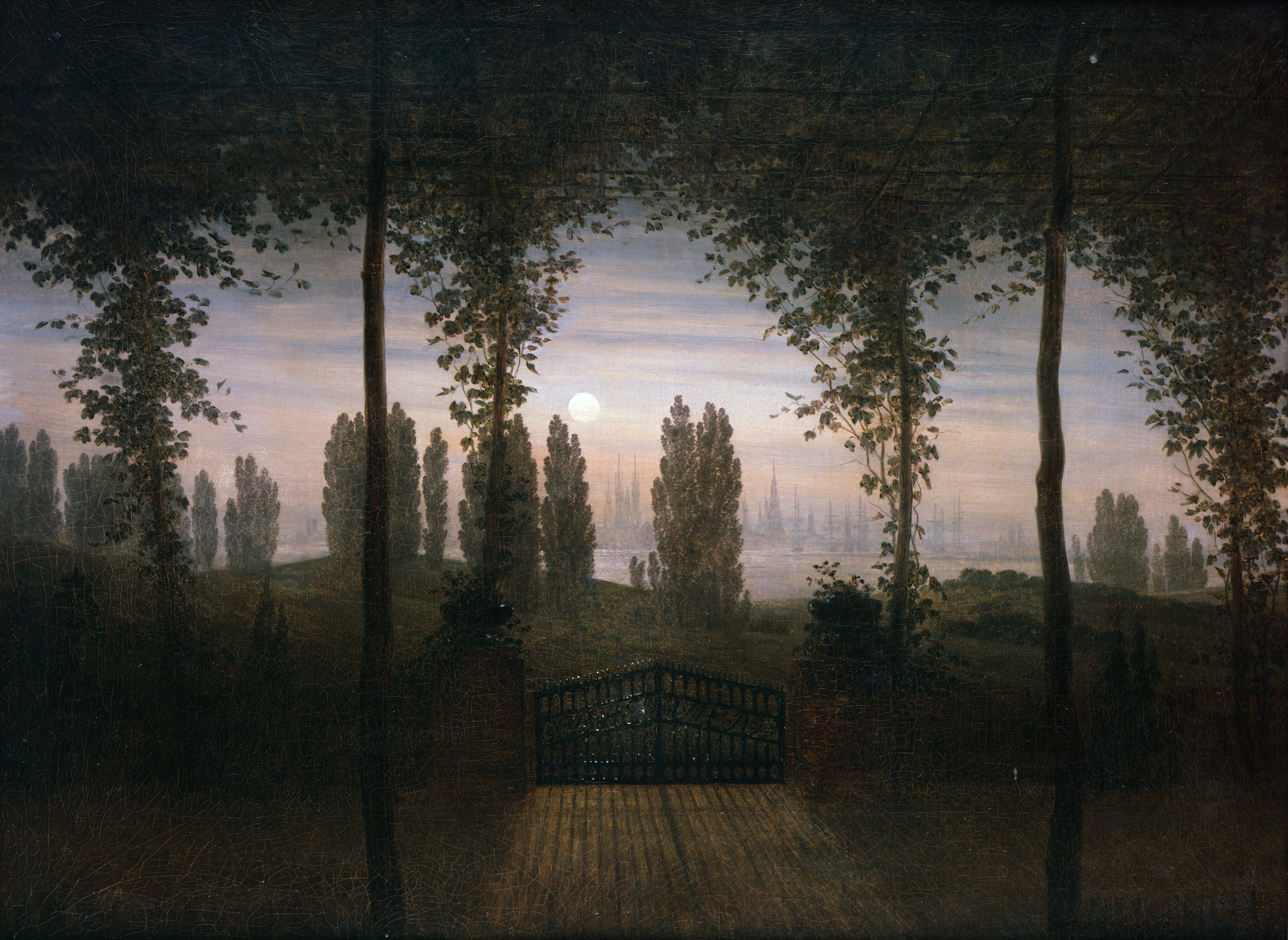
Caspar David Friedrich: Gedächtnisbild für Johann Emanuel Bremer, 1817

### Das Wanderermotiv
Die beiden Wanderer auf dem Waldweg der Lichtung im Gemälde Der Abend bleiben stehen, halten inne und betrachten den Sonnenuntergang. Die Staffage verstärkt die Wirkung des Naturereignisses, gibt den Grundton im Verhältnis von Betrachtersubjekt und dargestellter Natur im Bild bereits vor. Die Figuren sind mit der Aussichtsmetaphorik verbunden und verweisen auf einen Ahnungsraum. Die Wahrnehmung der Landschaft wird selbst Teil des Motivs und lädt das eigentliche Motiv mit Bedeutung auf. Kunst ist bei Friedrich nicht nur Darstellung, sondern Anschauung der Natur. Das Wanderermotiv ist in allen Schaffensperioden des Malers präsent. Der oder die Wanderer haben nicht immer Staffagefunktion, bekommen in der Bilderzählung ihre Rollen vor allem durch den biografischen Hintergrund zugeteilt. Dafür stehen Gemälde wie Zwei Männer in Betrachtung des Mondes, Gebirgslandschaft mit Regenbogen, Wanderer über dem Nebelmeer oder Neubrandenburg. Für die häufig verwendete Staffagefunktion hat Friedrich einen Figurentypus in altdeutscher Tracht geschaffen, der am deutlichsten in der silhouettenhaften Abendlandschaft mit zwei Männern (um 1830/35) hervortritt. Dort wird eine Landschaftsahnung an der Meeresküste mit den Schatten der beiden Figuren kontrastiert. Hilmar Frank meint, es verbiete sich bei den in die Ferne Blickenden von Staffage zu sprechen, weil dieser Begriff an die Ateliergewohnheit der Landschaftsbelebung erinnert. Bei Friedrich jedoch würden die Figuren die Landschaft befragen.

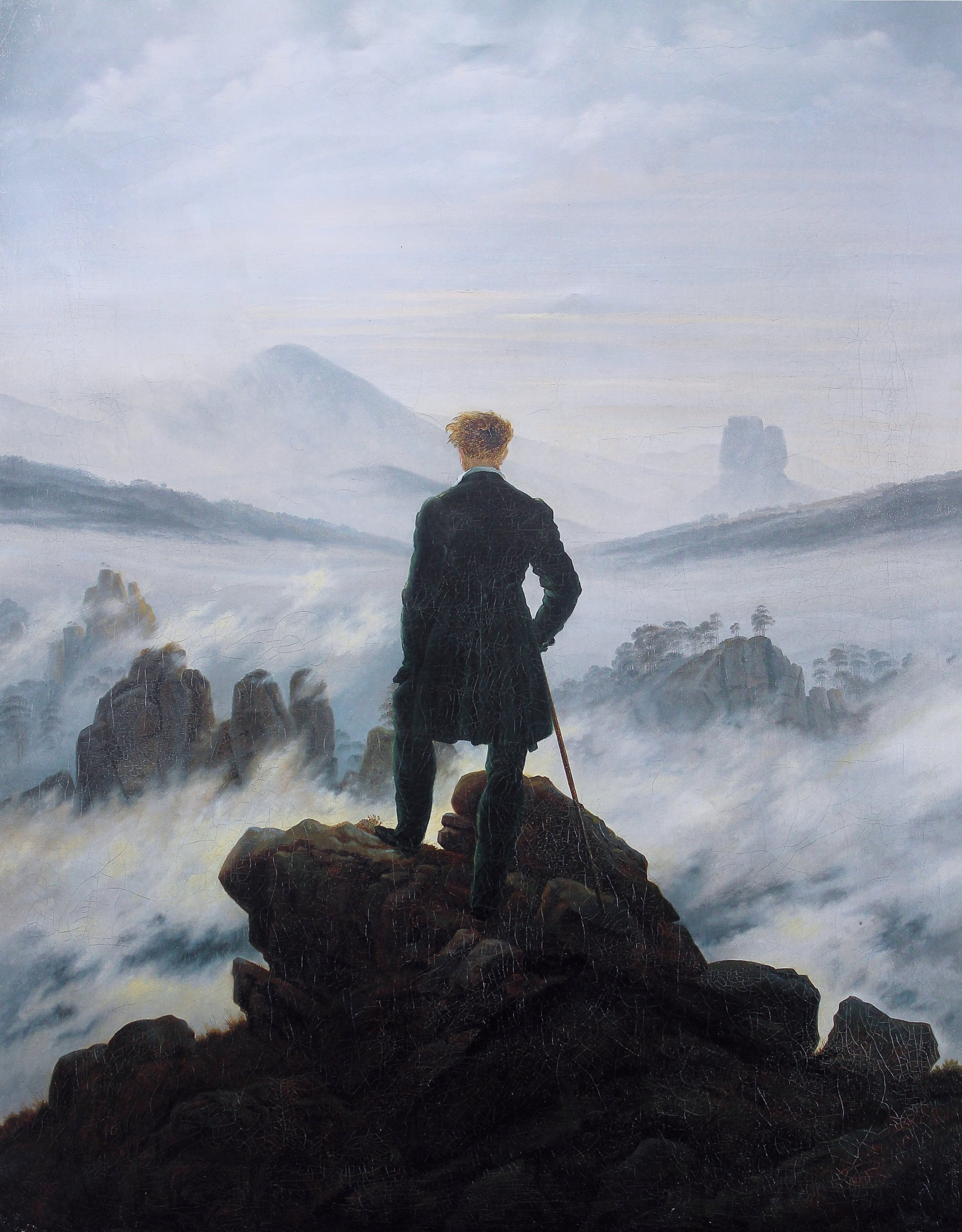
Caspar David Friedrich: Der Wanderer über dem Nebelmeer, 1818
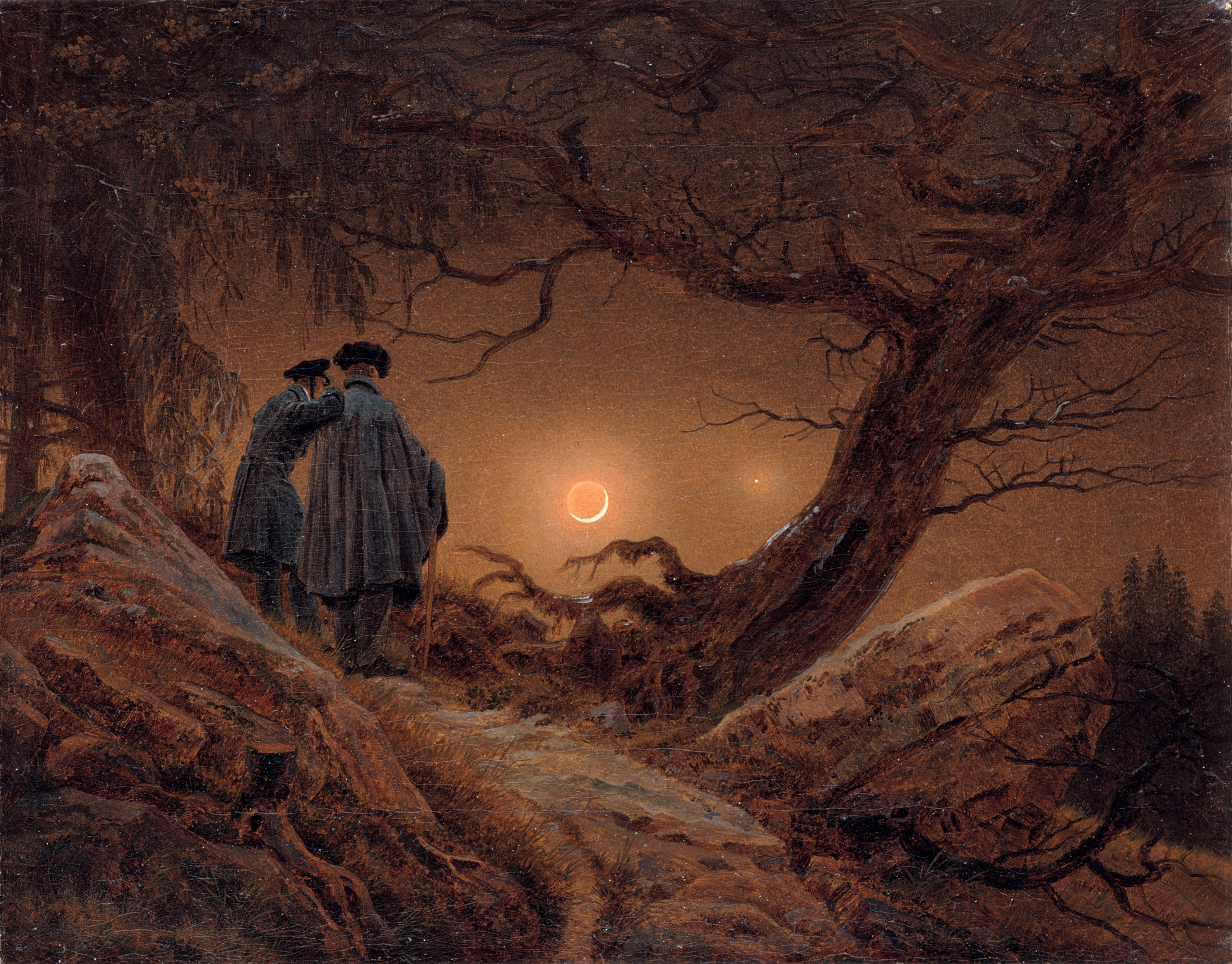
Caspar David Friedrich: Zwei Männer in Betrachtung des Mondes, 1819
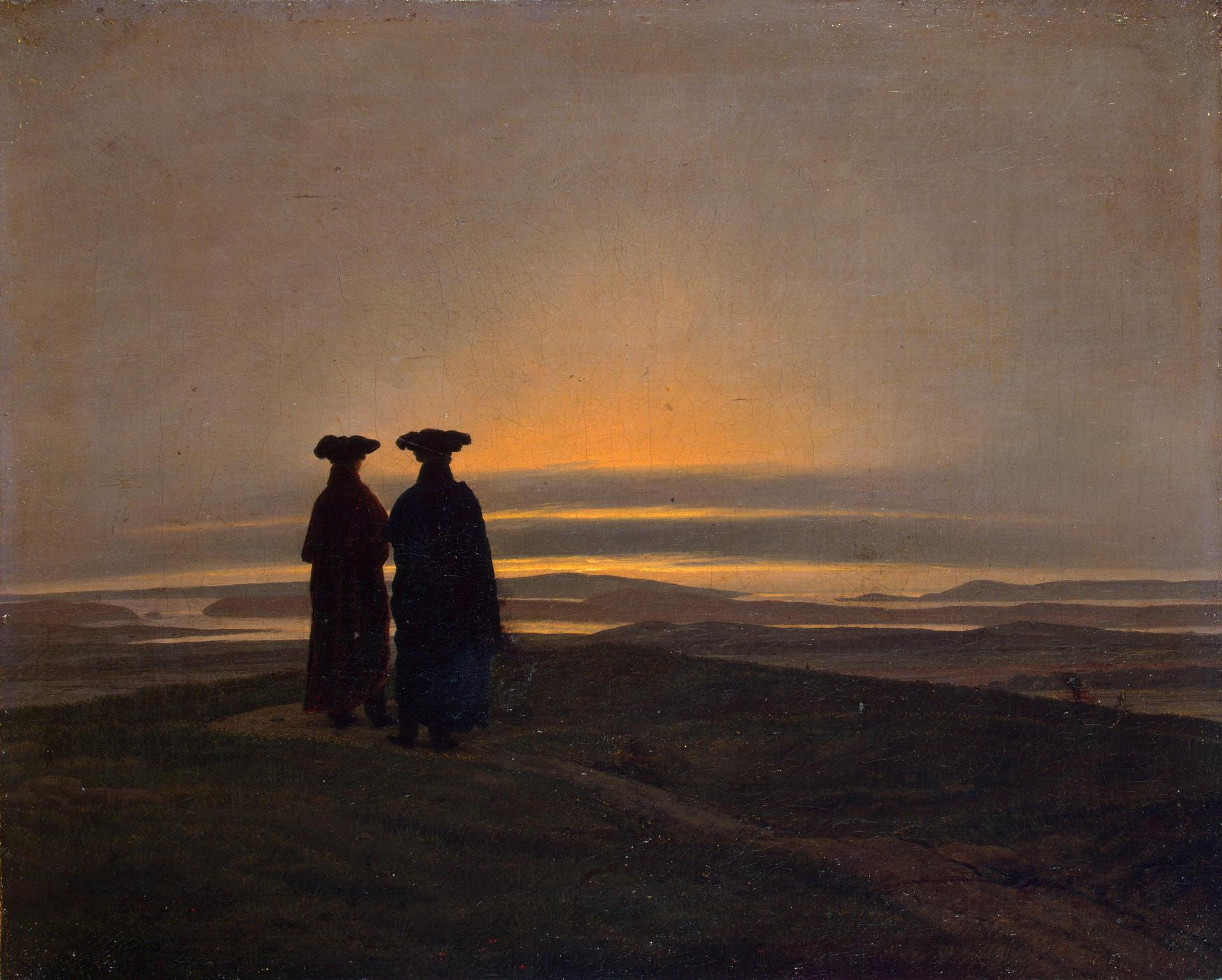
Caspar David Friedrich: Abendlandschaft mit zwei Männern, um 1830–1835

### Konstruktionsbilder
Unter den nach Texten aus der Theorie der Gartenkunst von Christian Cay Lorenz Hirschfeld entstandenen bislang bekannten Bildern gehören Der Abend und Der Morgen zu denen mit einer sehr direkten Umsetzung und minimalistischen Semantik. 

Caspar David Friedrich: Junotempel in Agrigent, 1830
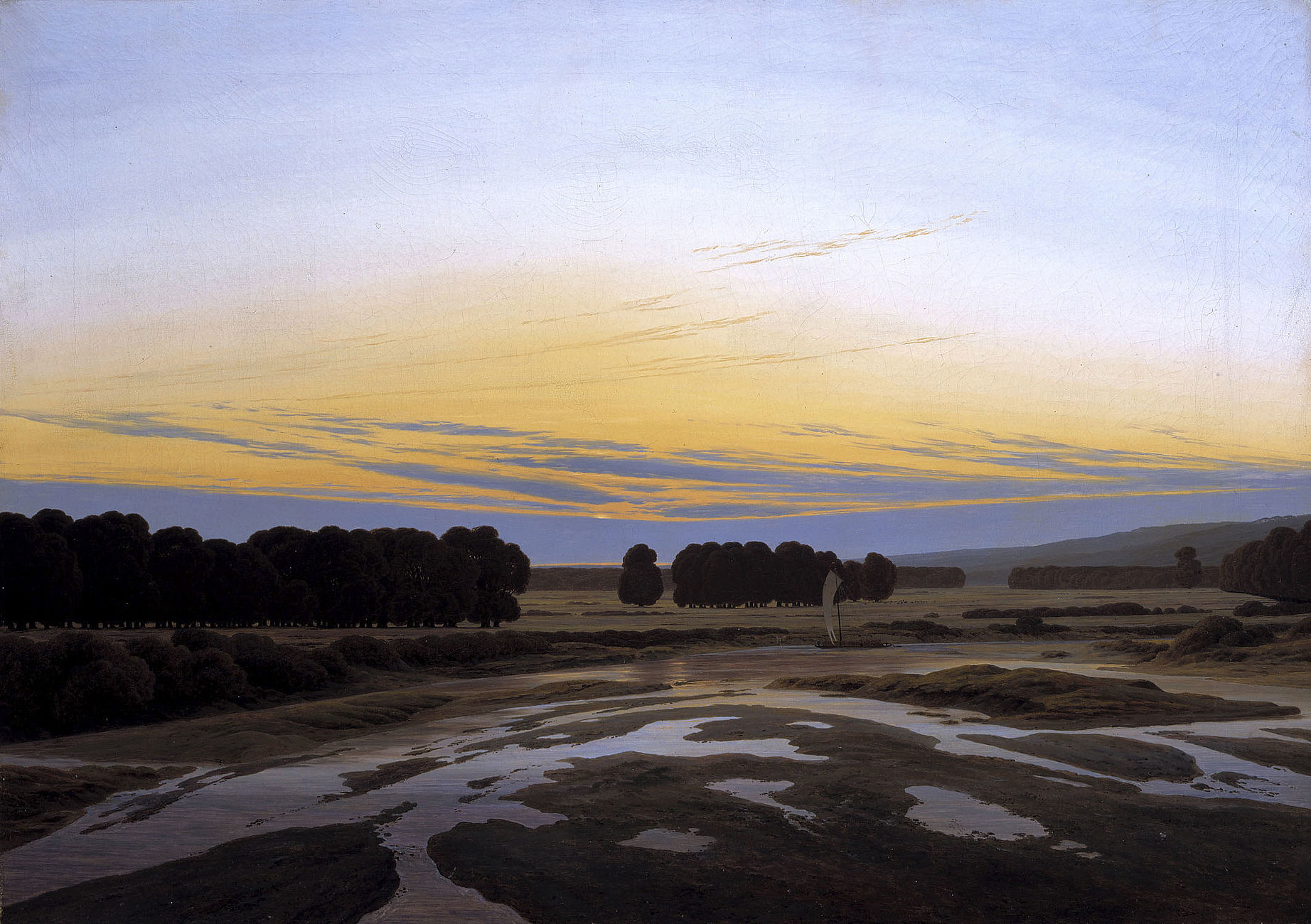
Caspar David Friedrich: Das Große Gehege, um 1832
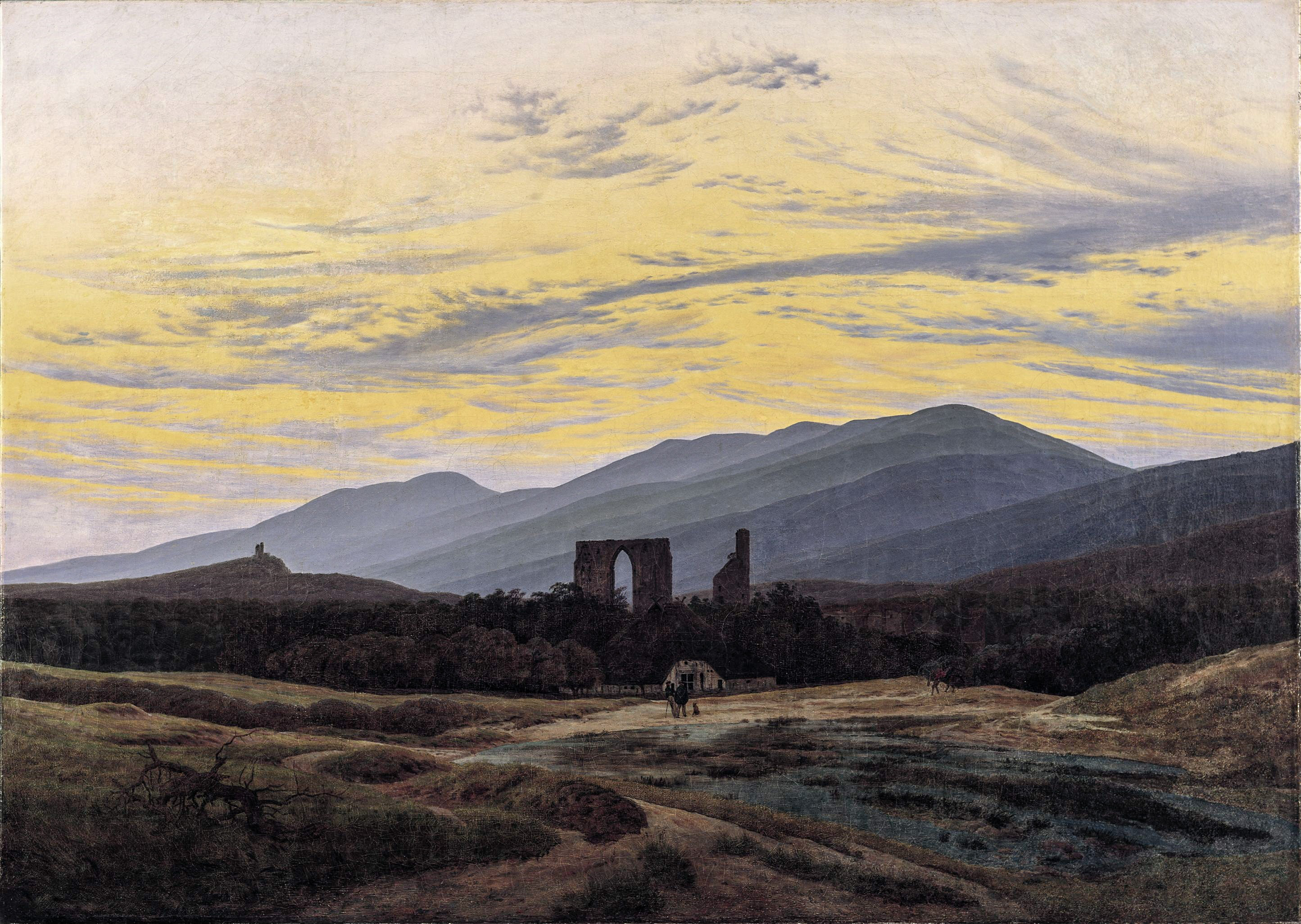
Caspar David Friedrich: Klosterruine Eldena und Riesengebirge, 1830/34

## Das Abendmotiv in der Kunst
Mit dem Abendmotiv steht Friedrich allein schon durch den Girardin-Text und die Bezugnahme auf das Gemälde der Abend von Claude Lorrain und die Einbindung in dessen Tageszeiten-Zyklus thematisch in der Tradition des Barock-Malerei. Von Friedrichs Zeitgenossen ist Karl Friedrich Schinkel mit seinem 1813/14 entstandenen Tageszeiten-Zyklus noch dicht bei Lorrain.
Friedrichs Schüler Carl Gustav Carus zeigt in vielen seiner Abend-Motive eine deutliche Verwandtschaft zum Werk seines Lehrers. William Turner hat in England mit der abendlichen Stimmung der Natur die Landschaftsmalerei revolutioniert. Spätere Malergenerationen waren von dem Thema aus der Romantik beeinflusst, wofür Namen wie Gustav Klimt, Edgar Degas, Claude Monet oder Edvard Munch stehen. Gustav Klimts Tannenwald-Serie verweist am deutlichsten auf Friedrichs Abend.

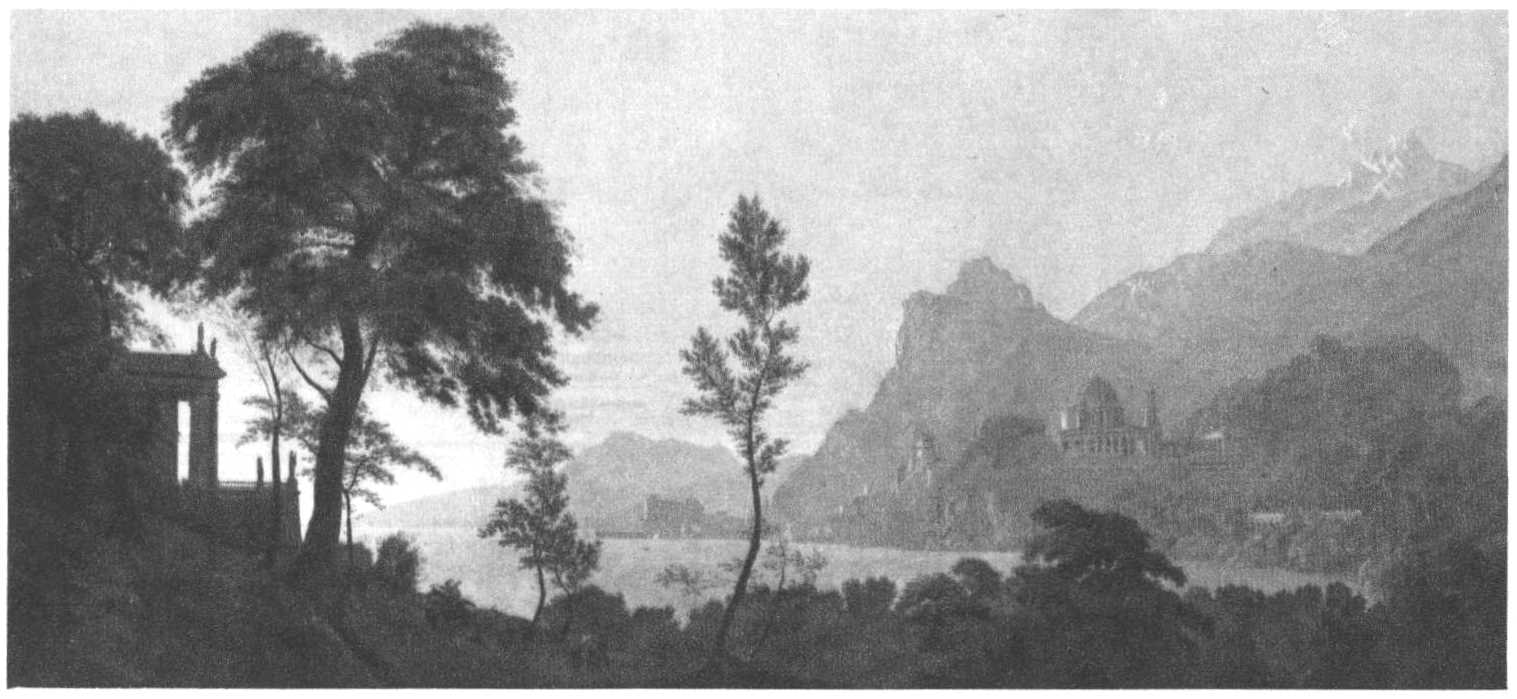
Karl Friedrich Schinkel: Morgen (Italienische Seelandschaft), 1813/14
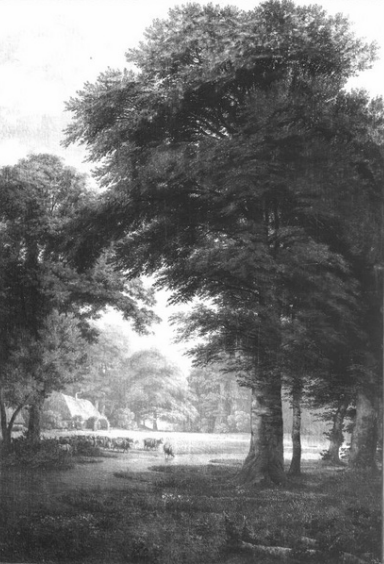
Karl Friedrich Schinkel: Der Mittag, 1813/14
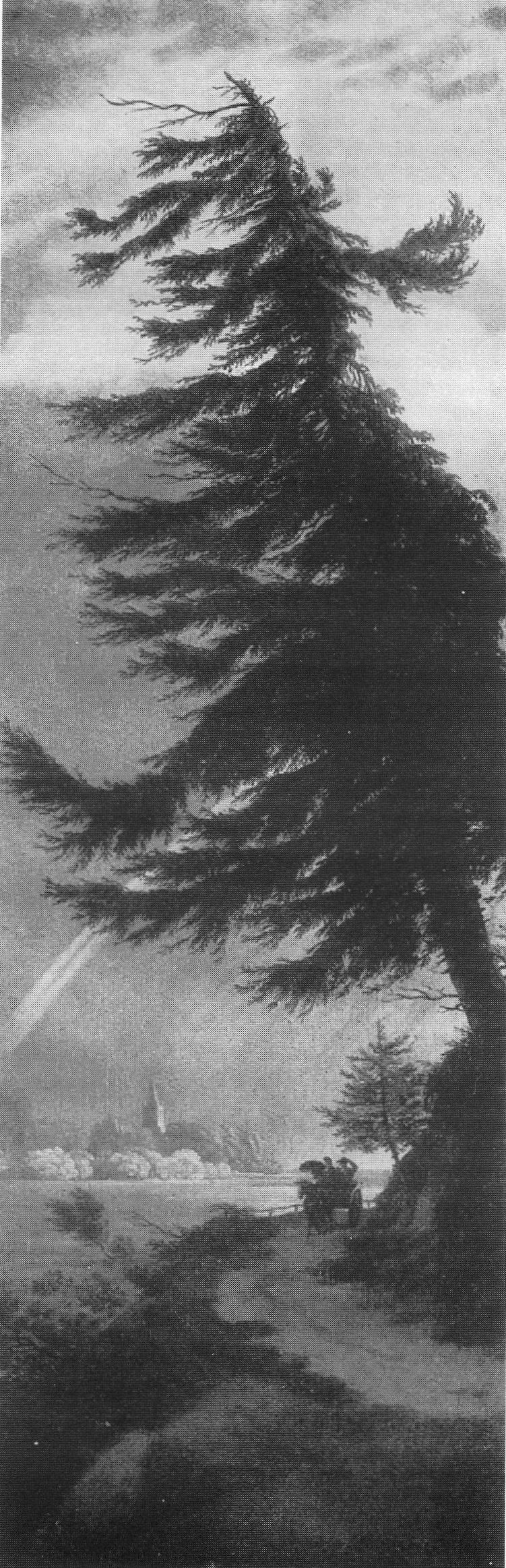
Karl Friedrich Schinkel: Der Nachmittag, 1813/14
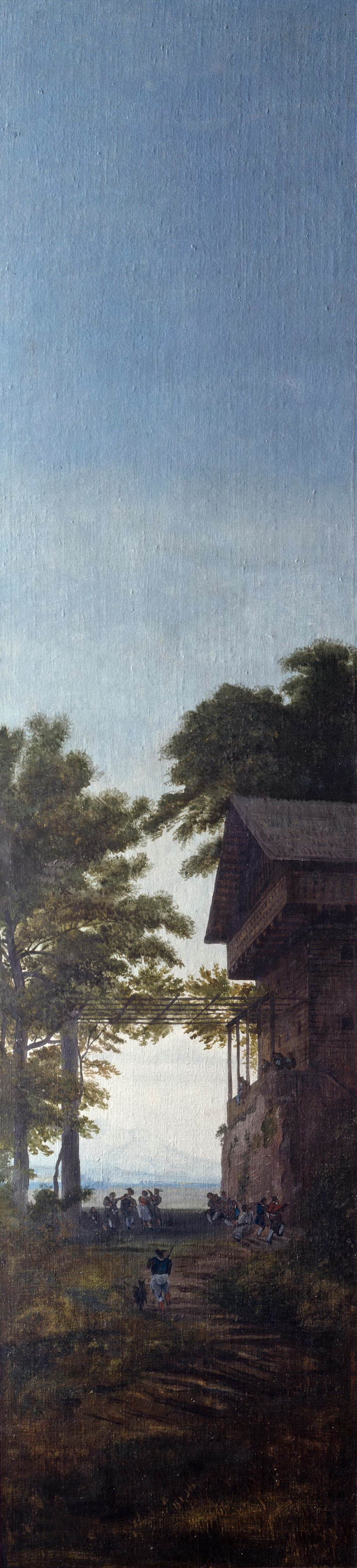
Karl Friedrich Schinkel: Die Abenddämmerung, 1813/14
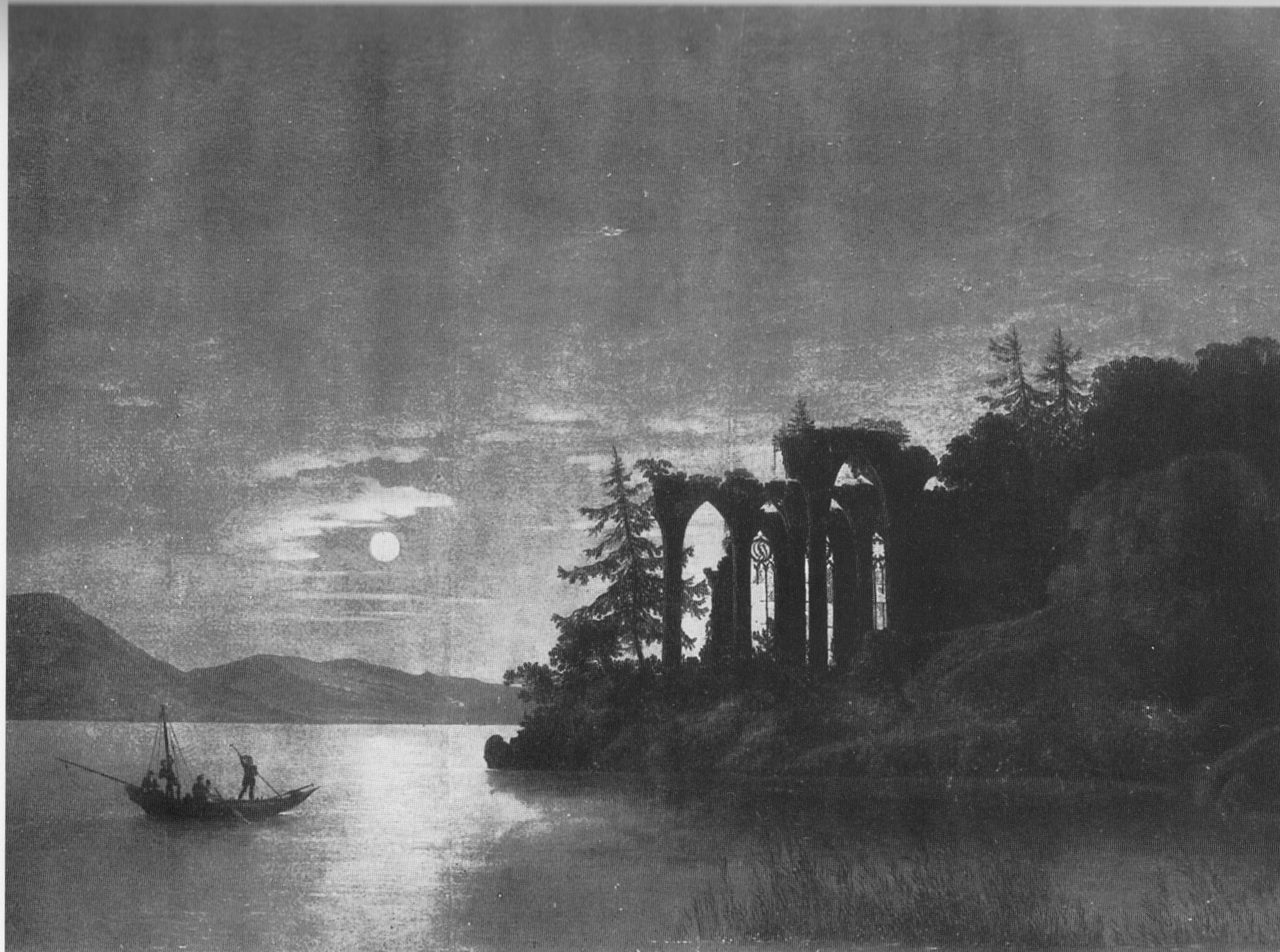
Karl Friedrich Schinkel: Die Nacht, 1813/14
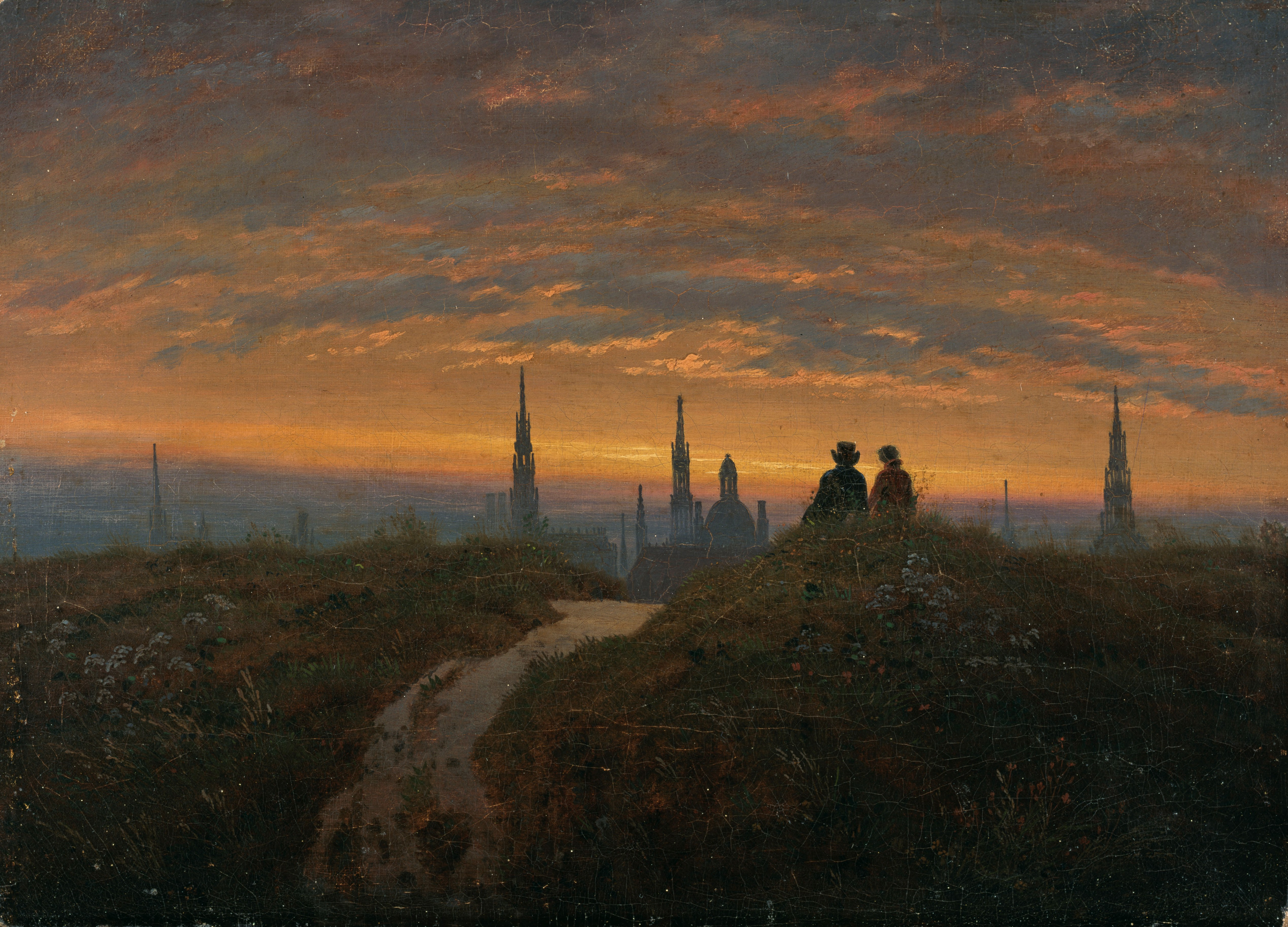
Carl Gustav Carus: Blick auf Dresden bei Sonnenuntergang, 1822
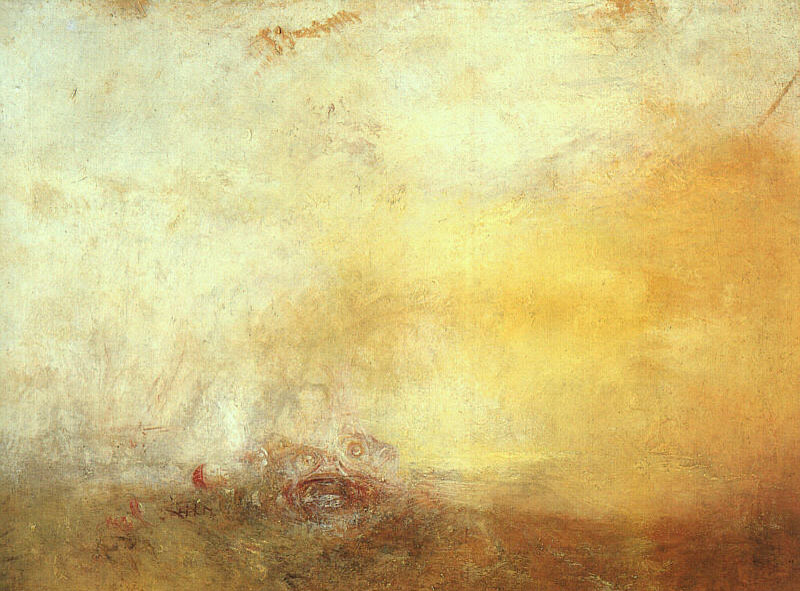
William Turner: Sonnenuntergang mit Seeungeheuer, 1845
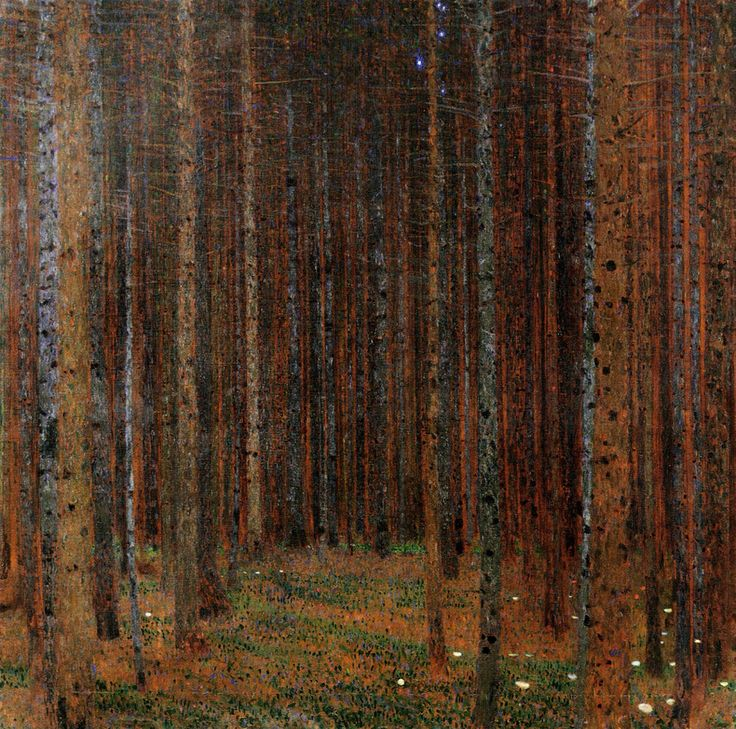
Gustav Klimt: Tannenwald I, 1901
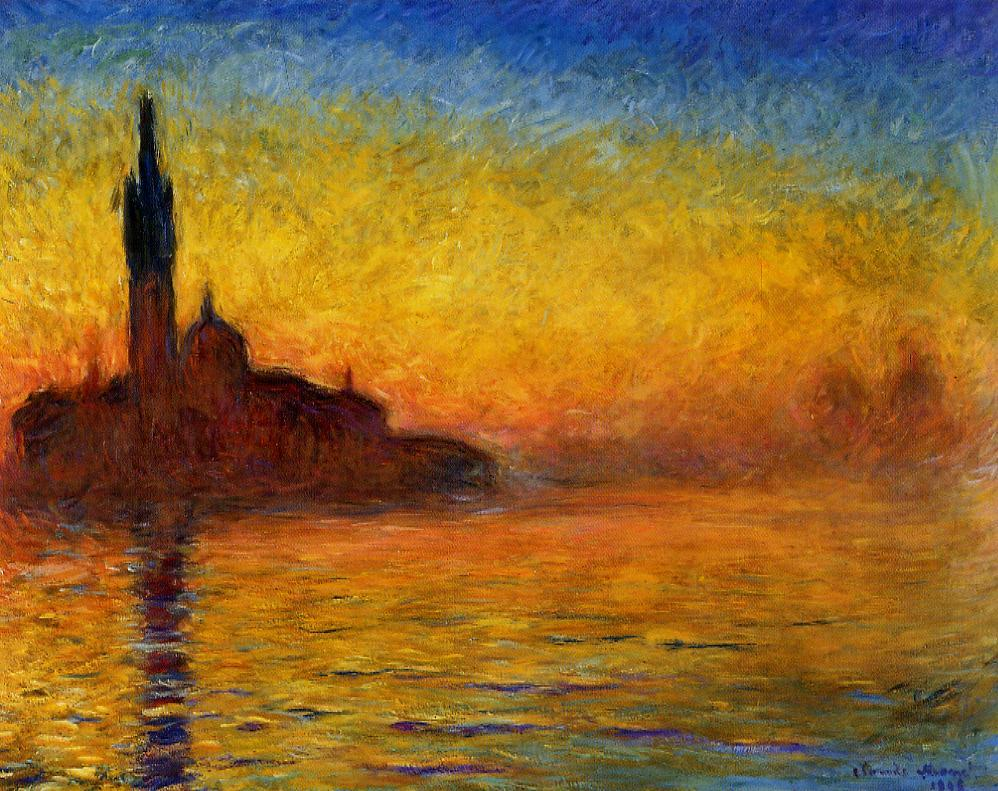
Claude Monet: Abendstimmung in Venedig, 1908